# Achilleus

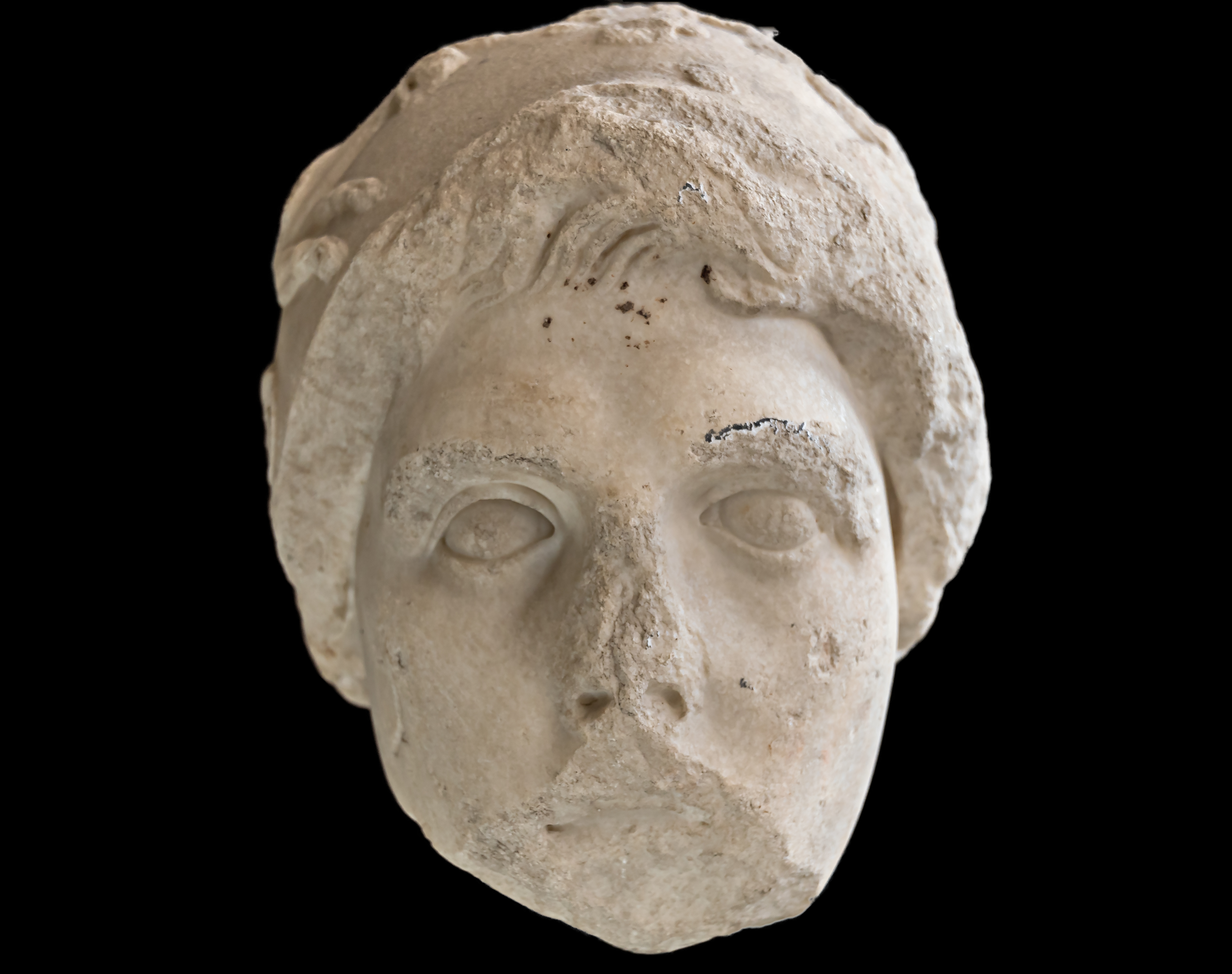
Kopf des Achilleus aus der Achill-Penthesilea-Gruppe, römische Kopie eines hellenistischen Originals, Vatikanische Museen Inv. 4632

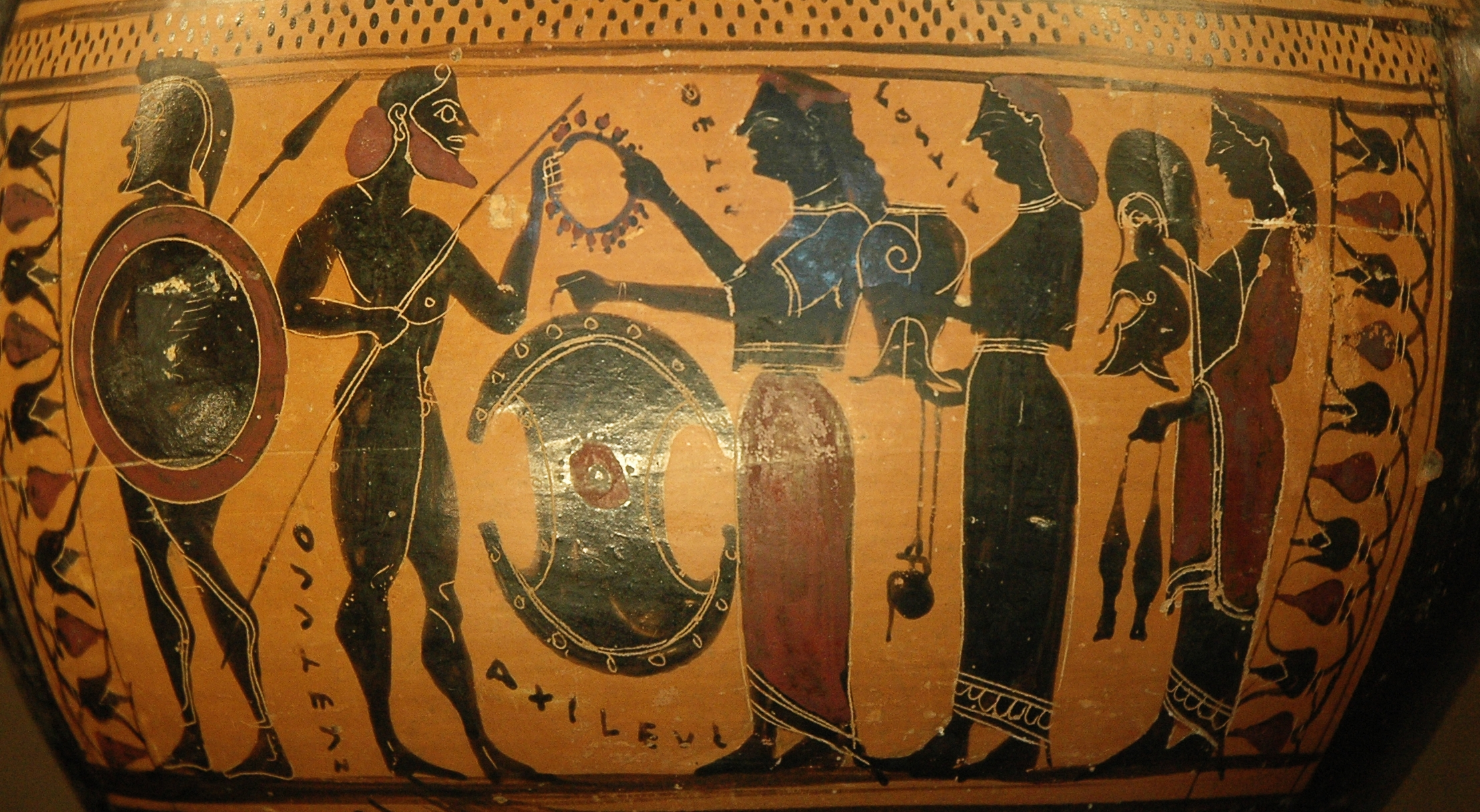
Thetis gibt ihrem Sohn Achilleus seine neuen, von Hephaistos geschmiedeten Waffen. Ausschnitt einer Schwarzfigurenmalerei auf einer attischen Hydria 575–550 v. Chr., Louvre

Achilleus (deutsch Achill oder latinisiert Achilles; altgriechisch und neugriechisch-gelehrt Ἀχιλλεύς Achilleús [akʰilleǔ̯s], neugriechisch-volkssprachlich Αχιλλέας Achilléas) ist in der griechischen Mythologie ein beinahe unverwundbarer Heros der Griechen (Achäer) vor Troja und der Hauptheld der Ilias des Homer. Er ist der Sohn des Peleus, des Königs von Phthia in Thessalien, und der Meeresgöttin Thetis.
Oftmals wird er mit den Attributen „Pelide“ oder „Peleiade“ (Sohn des Peleus) bezeichnet oder „Aiakide“ (Abkömmling des Aiakos), die an seine Vorfahren erinnern.
In der jüngsten Fassung der Geburtssage taucht Thetis ihn in den Unterweltsfluss Styx, der ihn unverwundbar machte. Seine Ferse aber, an welcher ihn Thetis dabei festhielt, wurde nicht benetzt und blieb daher verwundbar. Er wurde vom Kentauren Cheiron aufgezogen, der ihn in der Kriegskunst, in Musik und Heilkunde unterwies. Vor die Schicksalswahl gestellt, zog er ein kurzes, aber ruhmreiches Leben einem langen, aber glanzlosen Leben vor. Seine Mutter versteckte ihn am Königshof des Lykomedes, um ihn vor der Teilnahme am Trojanischen Krieg zu bewahren. Doch Odysseus entdeckte Achilleus, wonach dieser mit seinem besten Freund Patroklos am Kriegszug der Griechen teilnahm. Im zehnten Kriegsjahr eskalierte ein Streit mit Agamemnon, sodass er der Schlacht fernblieb: Diese Begebenheit wird als „Zorn des Achilleus“ in der Ilias besungen. Der Tod des Patroklos trieb ihn dazu, wieder zu den Waffen zu greifen, um ihn an Hektor, dem größten Helden der Troer, zu rächen. Kurz nachdem Achilleus Hektor getötet hatte, fand er den Tod, als er an seiner verwundbaren Ferse von einem Pfeil des Paris, den der Gott Apollon dorthin lenkte, getroffen wurde.
Die Achilleus-Überlieferung besteht aus zahlreichen Texten unterschiedlicher Zeiten. Darin werden zum Teil unterschiedliche Begebenheiten erzählt, die sich teils widersprechen und Achilleus’ Verhalten verschieden bewerten.
Achilleus wurde in der griechischen Welt als gottgleicher Heros verehrt. Mit seiner Schönheit und Großmut in Gestalt und Betragen bezeigt er „das moralische Inbild eines vollendeten homerischen Edlen.“

## Etymologie

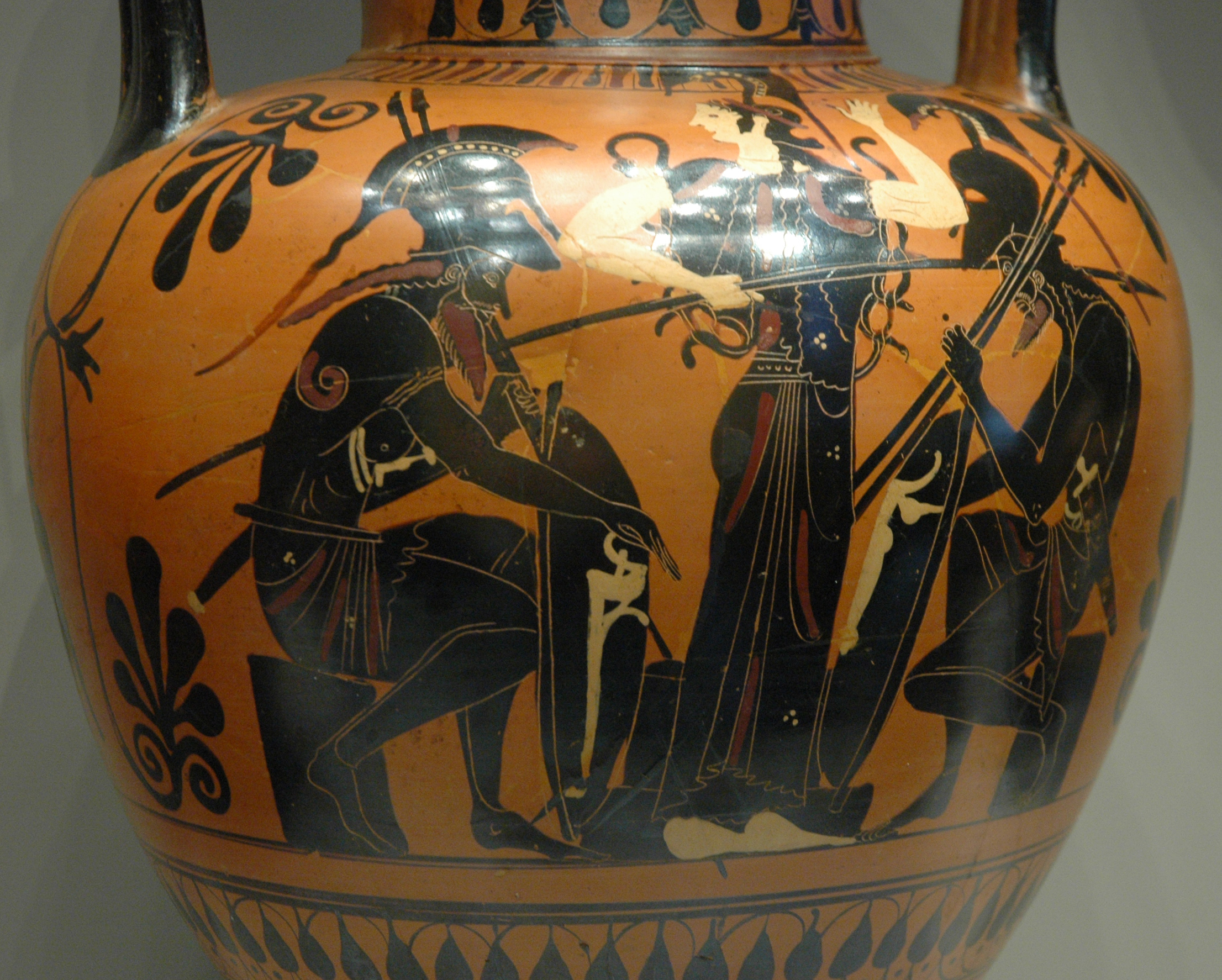
Achilles und Ajax beim Spiel, attische schwarzfigurige Amphore, ca. 510 v. Chr., Villa Getty (86.AE.81)

Achilleus wird häufig „Pelide“, „Aiakide“ oder auch „Pyruus“ genannt, Beinamen, die an seine Ahnen erinnern. Die Etymologie seines eigentlichen Namens ist unbekannt. Achilleus begegnet als Eigenname bereits in mykenischem Griechisch auf zwei Linear-B-Dokumenten (Knossos Vc 106, Pylos FN 79.2) um 1200 v. Chr. in der Schreibweise a-ki-re-u. Allerdings sind die Namensträger reale Personen, die keiner gehobenen Schicht angehörten. Die Frage nach der Herkunft seines Namens wurde schon in der Antike gestellt:
Pseudo-Apollodor erklärt, dass sein Name soviel bedeutet wie „der keine Lippen hat“ – als Zusammensetzung aus dem altgriechischen Negationspräfix α- a- und χεῖλος cheílos, deutsch ‚Lippe‘, weil seine Lippen niemals an einer Mutterbrust gesaugt hätten. Lykophron führt den Namen auf die gleiche Wurzel zurück, allerdings mit der Begründung, dass Achilleus nach seiner Geburt durch Feuer eine Lippe verloren habe.
Eine andere antike Hypothese gibt dem Namen den Sinn von „derjenige, dessen Heer betrübt ist“, von altgriechisch ἄχος áchos, deutsch ‚Kummer, Leid‘ und λαός laós, deutsch ‚Heer, die Menge der Krieger‘. Tatsächlich ist die Figur des Achilleus mit Kummer verknüpft: Die Achäer empfinden ihn, als er sich aus der Schlacht zurückzieht und wenn er stirbt. Eine auf der gleichen Wurzel ἄχος áchos beruhende Deutung interpretiert den Namen als „derjenige, der den Trojanern (also den Illiern) Leid zugefügt hat“.
Moderne Überlegungen deuten die Wurzel αχελ akhel als Hinweis auf eine Wassergottheit – mit etymologischen Parallelen zu den Flussgottheiten Acheron und Acheloos –, wofür auch seine Abstammung von der Meergottheit Thetis und der Kampf mit dem Skamander spricht. Andere führen den Namen auf Αχιλόγονος Achilógonos, deutsch ‚Schlangensohn‘ zurück, da seine Mutter sich vorzugsweise in eine Schlange verwandelte.

## Elemente des Achilleus-Stoffes

### Zeugung
In der Hauptüberlieferung sind die Nereide Thetis und Peleus, König von Phthia, die Eltern des Achilleus. Über seinen Vater Peleus und damit seinen Großvater Aiakos ist er ein Urenkel des Zeus.
Es gibt aber auch Quellen, welche Polymela, die Tochter des Aktor, zu seiner Mutter machen. In anderen Darstellungen ist Polymela die Schwester des Achilleus.
Die Quellen, die Thetis als Mutter von Achilleus benennen, unterscheiden sich zum Teil in der Vorgeschichte seiner Zeugung: Im Volksmärchen, das älter als der Epische Zyklus ist, unterliegt Thetis dem Peleus im Ringkampf. Es kommt nur zur einmaligen Verbindung zwischen ihnen, wonach sich Thetis ins Meer zurückzieht. In den Kyprien, einem Epos im Epischen Zyklus, wie auch in der späteren Ilias des Homer wird Thetis von Hera, der Gattin des Zeus aufgezogen. Ihr zu Gefallen weist sie die Bewerbungen des Zeus zurück. In einer anderen Variante freien sowohl Zeus als auch Poseidon um Thetis. Die Orakelgöttin Themis weissagt ihnen aber, dass ihr Sohn mit ihr noch stärker sein wird als sie selbst. Deswegen vermählt Zeus sie mit Peleus. Aus dieser Verbindung geht Achilleus hervor.

### Unverwundbarkeit und Achillesferse

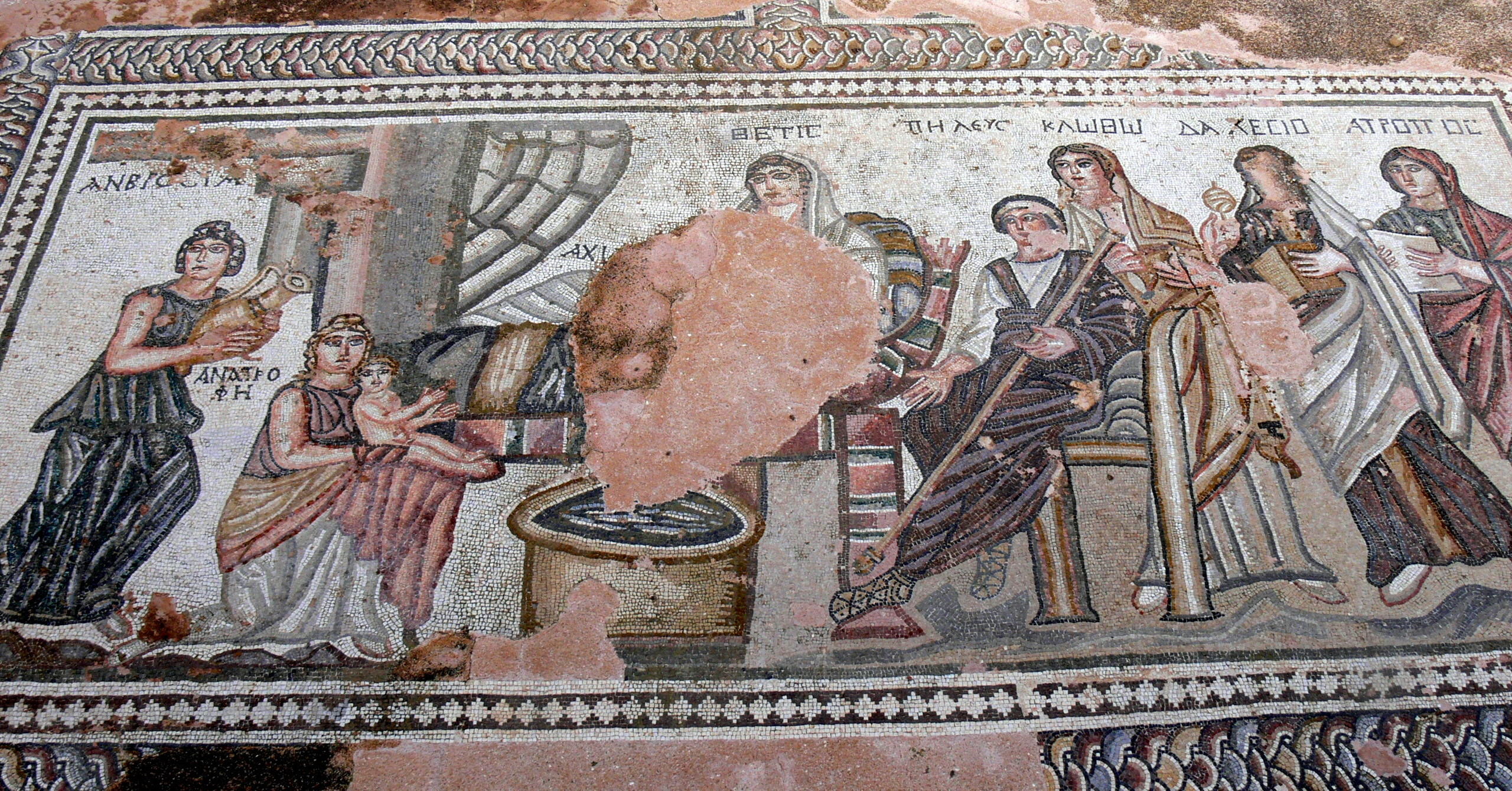
Bad des neu geborenen Achilles, Haus des Theseus, Paphos (Zypern), 5. Jahrhundert n. Chr.

Einer der bedeutendsten Aspekte der Erzählungen um Achilleus, die sprichwörtlich gewordene Achillesferse, hängt mit dem Wunsch seiner Mutter Thetis zusammen, den Knaben von der Sterblichkeit seines Vaters zu reinigen und ihm Unverwundbarkeit zu verleihen. Ihre Versuche, dies herbeizuführen, sind in unterschiedlichen Fassungen überliefert:
Einer Version zufolge setzte Thetis alle ihre Kinder in einen Kessel mit kochendem Wasser oder direkt in das Feuer, um sie unsterblich zu machen. In einem anderen Überlieferungsstrang salbte sie ihre Kinder tagsüber mit dem göttlichen Nektar Ambrosia und setzte sie nachts ins Feuer, damit es den sterblichen Teil der Kinder verzehre. Peleus unterbrach sie, ehe sie Achilleus dasselbe Schicksal bereiten konnte, und rettet ihm damit das Leben. Ähnliche Legenden sind mit Demophon von Eleusis und mit Isis in der ägyptischen Mythologie verbunden. Das Feuer hatte aber bereits Achilleus’ Knöchel zerstört. Sein Vater überbringt den geretteten Sohn dem Cheiron, der ihn heilt, indem er die entsprechenden Knochen dem Skelett des Damysos, des schnellfüßigsten Giganten, entnimmt.

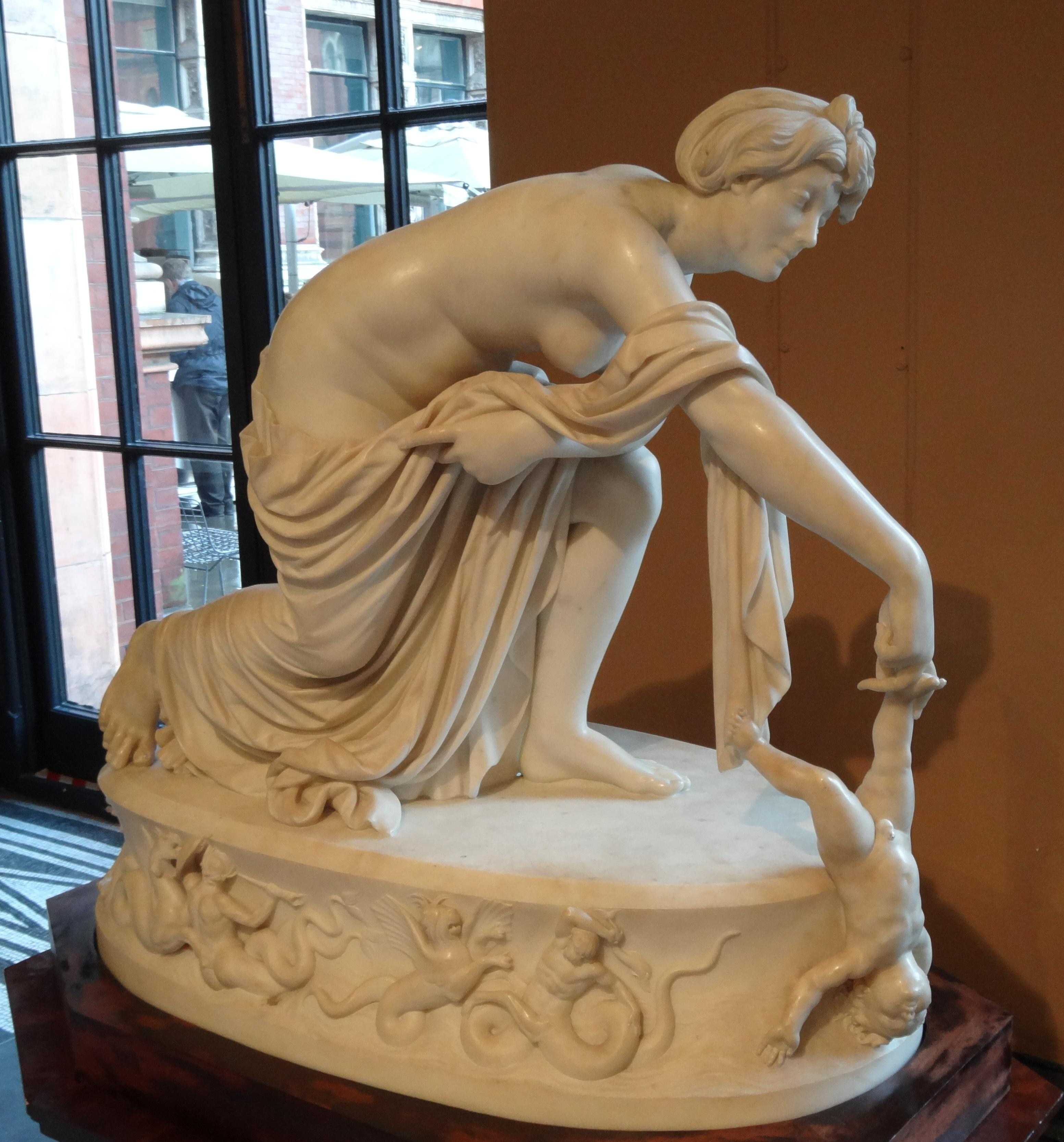
Thetis taucht ihren Sohn in den Styx um ihn unverwundbar zu machen (Skulptur von Thomas Banks, 1789)

Das Motiv der Ferse als einzige verwundbare Stelle an Achilleus’ Körper begegnet zuerst im ersten Jahrhundert n. Chr. bei Statius. Ihm zufolge tauchte Thetis Achilleus in die Wasser des Styx, des Flusses der Unterwelt, wobei sie ihn an der Ferse festhielt. Auf diese Weise wurde er unverwundbar, außer an der Ferse, an der seine Mutter ihn hielt. Daher stammt der noch heute übliche Ausdruck „Achillesferse“, der eine „verwundbare Stelle“, einen „sensiblen Punkt“ bezeichnet.
Wenig später erwähnt Hyginus ausdrücklich den Knöchel, den Apollon mit seinem Pfeil durchbohrt, als einzige verwundbare Stelle. Allerdings stellen bereits vier Vasen aus der Archaik und vom Beginn der Klassischen Epoche dar, wie Paris einen Pfeil in Richtung des Unterleibs des Achilleus abschießt oder zeigen sogar den toten Achilleus mit einem Pfeil in seinem Fuß. Dies ist ein Hinweis darauf, dass die Überlieferung der „Achillesferse“ bereits in der griechischen Antike bekannt war. Schließlich sprechen alle Autoren – mit Ausnahme des Mythographus Vaticanus, der von der planta, der Fußsohle, spricht – vom Knöchel (lateinisch talus, altgriechisch σφυρόν sphyrón), aber das Wort talus ändert seine Bedeutung über das französische talon ‚Ferse‘.
Trotz der Variantenvielfalt erwähnt die Ilias bei der Geburt des Achilleus keine davon, und es existiert im Homer-Epos kein Hinweis darauf, dass Achilleus körperlich unempfindlich wäre. In den Posthomerica des Quintus von Smyrna wird er vom äthiopischen Prinzen Memnon verwundet. Übrigens ist Achilleus nicht der einzige berühmte (fast) unverwundbare griechische Held: Die spätere Überlieferung spricht diesen Vorzug auch Ajax dem Großen zu.
Zudem erscheint das Motiv eines Helden, der bis auf eine kleine, geheime Körperstelle unverwundbar ist, auch außerhalb der griechischen Mythologie beim germanischen Helden Siegfried, wird dort aber wie im Nibelungenlied eindeutiger und folgenschwerer in die dramatischen Abläufe eingebunden.

### Erziehung bei Cheiron

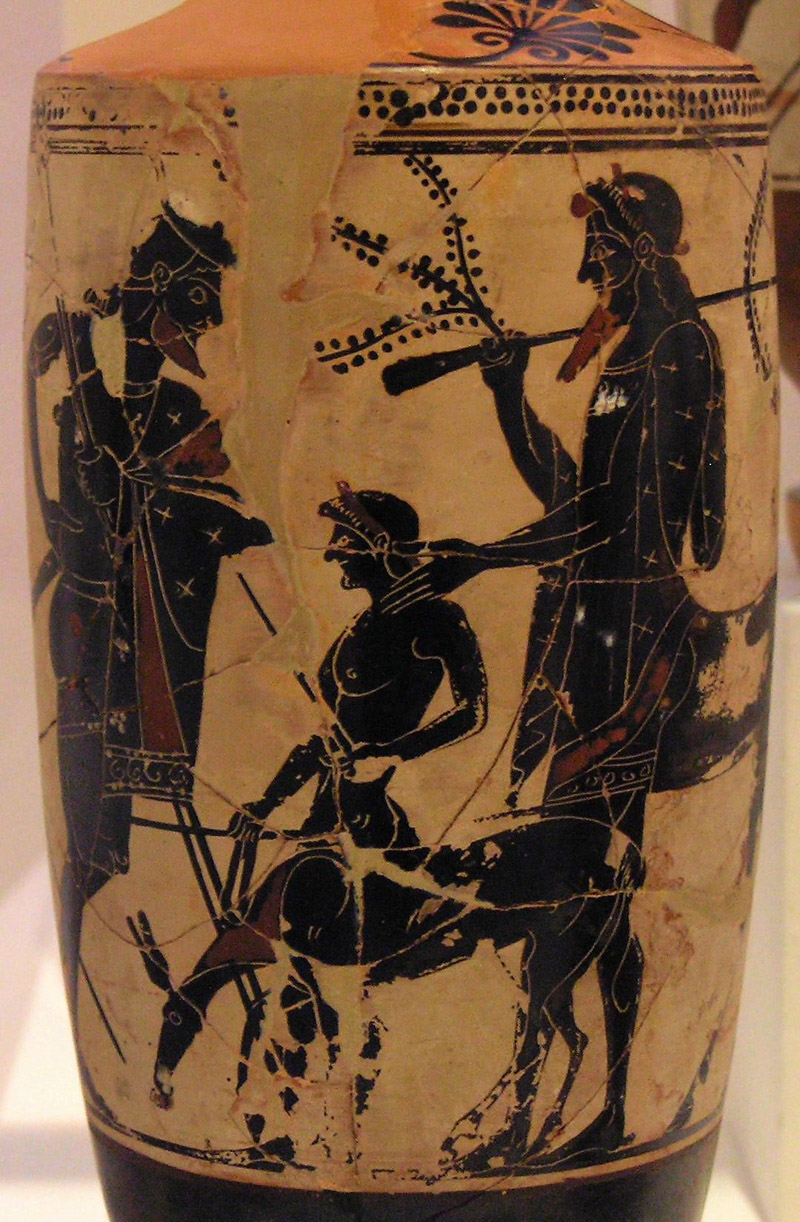
Peleus vertraut Achilleus dem Cheiron an, Lekythos mit weißem Grund, etwa 500 v. Chr., Archäologisches Nationalmuseum Athen

Die Hauptüberlieferung will, dass Achilleus, anderen Heroen wie Jason und Aktaion ähnlich, von seinem Vater dem Kentauren Cheiron anvertraut wird, der auf dem Berg Pelion in Thessalien lebt. Bei ihm lernt er, die Waffen zu führen, die Kunst, ein Pferd zu besteigen und zu jagen, und die Musik. Die Literatur berichtet von seinen außergewöhnlichen Leistungen bei der Jagd, aber von keiner eigenständigen Heldentat des Jünglings.
Die Ilias behandelt Cheiron weniger ausführlich. Bei Homer wird Achilleus von seiner Mutter erzogen, erst bei Kriegsausbruch sendet Peleus ihn zu Phoinix, wo er die Redekunst und den Umgang mit den Waffen erlernt. Das Vorhandensein der Cheiron-Episode hängt in den Erzählungen davon ab, wie die Beziehung zwischen Thetis und Peleus verlaufen ist: Die Kyprien und die Ilias berichten nicht vom Ringkampf zwischen Peleus und Thetis, und Thetis zieht sich nicht zu den Nereiden zurück. Demnach wird Achilleus bei seinen Eltern aufgezogen.

### Versteck in Skyros

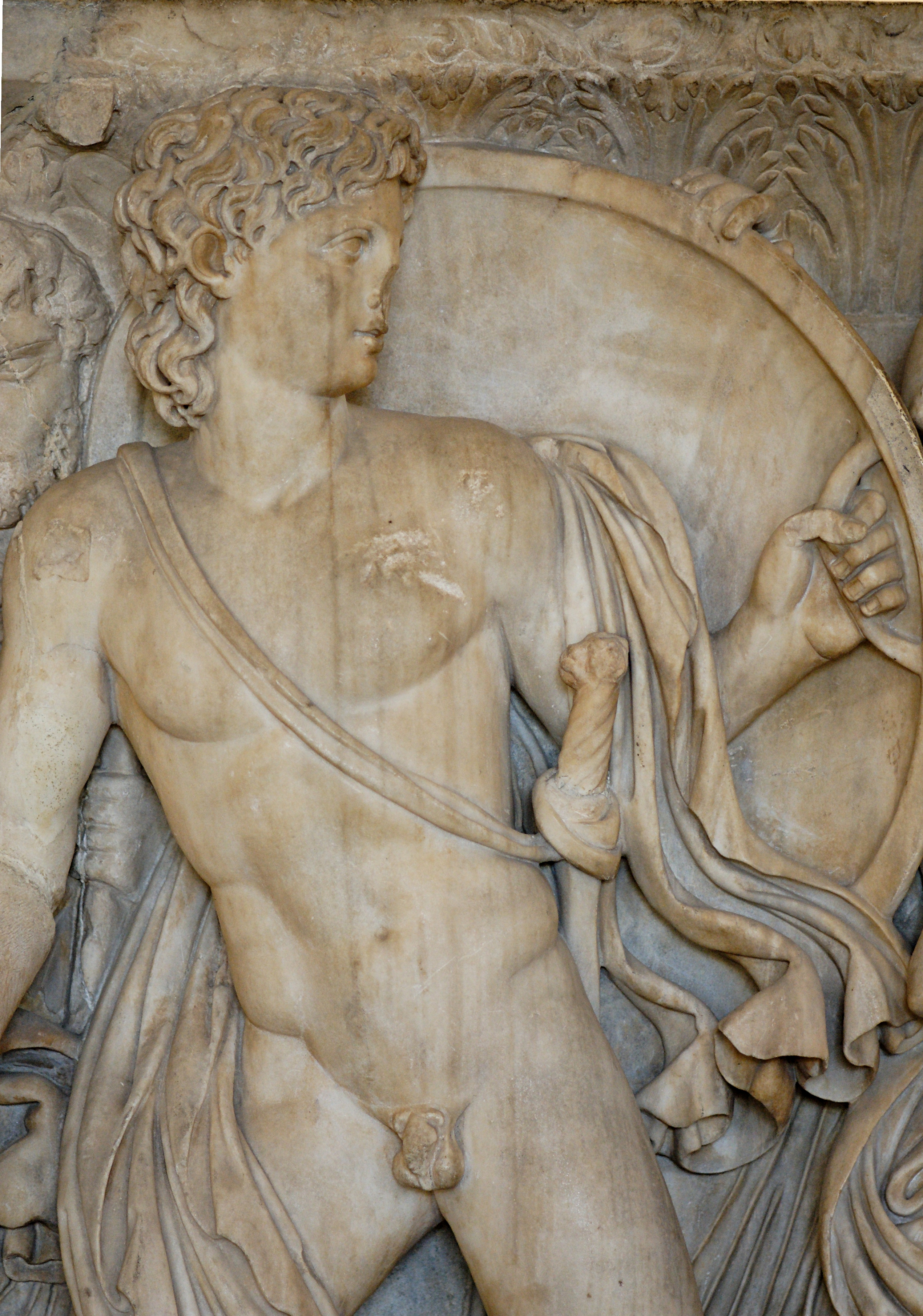
Achilleus bei Lykomedes, Flachrelief eines attischen Sarkophags, etwa 240 n. Chr., Louvre

Bevor Achilleus in den Krieg zieht, hält er sich in Skyros auf. Die Skyros-Episode ist in zwei Versionen überliefert: In der Ilias, den Kyprien und in der Kleinen Ilias erobert Achilleus Skyros noch vor der Fahrt nach Mysien (siehe unten). Dort zeugt er mit Deidameia, der Tochter des Königs Lykomedes von Skyros, einen Sohn, dem er den Namen Neoptolemos oder – unter Mitwirkung des Lykomedes – Pyrrhos gibt.
In einer populäreren, aber viel späteren, wohl frühestens aus dem fünften Jahrhundert vor Christus stammenden Variante wird Achilleus von seiner Mutter als neunjähriger Knabe in Skyros versteckt: Thetis weiß, dass Achilleus am Trojanischen Krieg wird teilnehmen müssen. Thetis oder Peleus, die um sein Leben fürchten, verkleiden ihn als Mädchen und verstecken ihn unter den Töchtern des Lykomedes, um ihn dem Drängen der Krieger zu entziehen. Bei Lykomedes trägt Achilleus den Namen Pyrrha, „die Rothaarige“. Als Mädchen verkleidet, verliebt sich Achilleus in den Frauengemächern in Deidameia und zeugt mit ihr heimlich einen Sohn, der nach Achilleus’ Tod ebenfalls in den Trojanischen Krieg zieht.
Ein Orakel des Kalchas hat die Achäer belehrt, dass sie Achilleus brauchen, um Troja einzunehmen. Nachdem sie in Phthia von Peleus abgewiesen worden sind, erfahren sie von Kalchas, dass Achilleus in Skyros versteckt ist. Diomedes, Odysseus und der Trompeter Agyrtes kommen schließlich in Skyros an, und identifizieren Achill, der mit ihnen zum Heer der Griechen zurückkehrt. Diese Handlung ist Gegenstand einer Tragödie des Euripides, Die Leute von Skyros. Ovid erzählt, wie Odysseus sich als Kaufmann verkleidet und den Töchtern des Lykomedes kostbare Gewänder und Waffen anbietet; Achilleus verrät sich, als er als einziger Schild und Schwert ergreift. In der Bibliotheke des Apollodor ist es der Klang einer Trompete, die das Heldentum des Jünglings erweckt, womit er sich verrät. Statius kombiniert diese beiden Varianten. Bei Hyginus erscheint Achilleus etwas weniger naiv: Als er die Trompete hört, glaubt Achilleus, die Stadt werde angegriffen, und ergreift die Waffen zur Verteidigung. Nachdem Achilleus entlarvt ist, wird auch seine Beziehung zu Deidameia ruchbar, und die beiden werden miteinander vermählt.
Die Ilias kennt diese Episode nicht. Dort wird Achilleus zusammen mit Patroklos und den Myrmidonen direkt von Peleus entsandt, sobald sich die griechischen Anführer in Aulis sammeln.

### Telephos
Die Kyprien berichten, wie die Flotte anschließend nach einem Sturm irrtümlich in Teuthranien in Mysien landet. Im Irrglauben, Troja erreicht zu haben, gehen die Achäer zum Angriff über und stoßen mit dem dortigen König, Telephos, dem Sohn des Herakles, zusammen. Achilleus trifft auf diesen und verwundet ihn. Die Expedition der Griechen fährt wieder zurück, aber ein Sturm trägt sie bis zur Insel Skyros, wo Achilleus die Deidameia heiratet, die Tochter des Königs Lykomedes. Die Kypria erzählen, wie sich der noch immer verwundete Telephos nach Argos begibt, um von Achilleus im Austausch gegen Informationen über die Route nach Troja geheilt zu werden. Die Ilias erwähnt diese Ereignisse nicht.
Im fünften Jahrhundert v. Chr. ist die Geschichte von Telephos und Achilleus durch die Pindar-Rezeption bekannt, der in seinen Isthmischen Siegesgesängen darauf anspielt, und auch durch Aischylos, Sophokles und Euripides: Aischylos und Sophokles weihten ihm jeder eine (heute verlorene) Tragödie, die wahrscheinlich den Bericht von der Ankunft in Mysien bis zur Genesung in Argos umfasste. Das ebenfalls verschollene Telephos-Drama des Euripides ist durch die zahlreichen Andeutungen des Aristophanes bekannt: es konzentriert sich auf Telephos’ Ankunft und seine Genesung in Argos. Spätere Quellen präzisieren, dass Telephos flieht, als er Achilleus begegnet. Von Dionysos durch eine Weinranke zum Stolpern gebracht und halb auf den Boden gestürzt, wird er von Achilleus’ Lanze verwundet. Nur der Rost oder Eisenspäne von dieser Lanze sind es – gemäß einem häufigen magischen Schema –, die ihn heilen können.

### Die Fahrt nach Troja
Ereignisse des Trojanischen Kriegs, die denen der Ilias vorangehen, sind zum Teil widersprüchlich überliefert. Insbesondere ist nicht klar, warum Achilleus am Trojanischen Krieg teilnehmen musste. Das griechische Heer rekrutierte sich aus den Freiern der von Paris geraubten Helena, die einander vor Helenas Wahl geschworen hatten, ihren Ehemann zu unterstützen, sollte Helena entführt werden. Achilleus kann aber nicht zu diesen Freiern gezählt haben:
Auf der Hochzeit seiner Eltern Thetis und Peleus entstand der durch die nicht eingeladene Göttin der Zwietracht Eris ausgelöste Streit der drei Göttinnen Hera, Pallas Athene und Aphrodite, welche von ihnen die Schönste sei. Zur Entscheidung riefen sie Paris auf, der sich für Aphrodite entschied und anschließend Helena aus Sparta raubte, wo diese schon ungefähr zehn Jahre verheiratet war. Wenn Achilleus nach der Hochzeit seiner Eltern geboren worden wäre, wäre er bei dem Treffen der vielen Fürsten, die in Sparta um Helenas Hand warben, noch nicht geboren gewesen. Es bestand für ihn also auch keinerlei Verpflichtung aus dem von Odysseus formulierten und von allen Freiern ratifizierten Schutzbündnis, nach Troja zu ziehen.
Als die griechische Armee aufbrechen will, hält die Göttin Artemis in ihrem Zorn auf Agamemnon, den Heerführer der Griechen, die Flotte in Aulis auf. Ein Orakel offenbart, dass Iphigenie, die Tochter Agamemnons, geopfert werden muss. Um sie nach Aulis zu locken, versprechen ihr die Heerführer die Heirat mit Achilleus. Nachdem Iphigenie geopfert ist, legt die Flotte ab und nimmt Kurs auf die Insel Tenedos, wo ein Festgelage abgehalten wird. Achilleus gerät in Wut, weil er erst später eingeladen wird. In der Überlieferung findet sich noch eine Gelegenheit, da Achilleus anlässlich eines Abendessens wütend wird: In der Odyssee bietet der Aöde Demodokos am Hof des Alkinoos an, vom Streit zwischen Achilleus und Odysseus zu singen: von diesem Streit war vom Orakel von Delphi vorhergesagt worden, dass er das Vorzeichen für den Fall Trojas sein werde. Eine Andeutung Plutarchs zu einem verlorengegangenen Stück von Sophokles berichtet ebenfalls, dass Odysseus sich während eines Banketts über den Zorn des Achilleus lustig gemacht habe: Odysseus wirft ihm vor, im Angesicht Trojas und Hektors Angst bekommen und einen Vorwand gesucht zu haben, sich vor der Schlacht zu drücken. Es ist nicht leicht herauszufinden, ob es sich hier um ein und dieselbe Begebenheit handelt oder um zwei verschiedene Wutausbrüche des Achilleus.
Ein zweiter Vorfall ereignet sich in Tenedos: Die Insel wird von Tenes regiert, einem Sohn des Apollon. Dieser weist die Achäer ab. Achilleus tötet ihn, obwohl seine Mutter – aus Sorge, Achilleus würde selbst von der Hand des Apollon den Tod finden – ihn gewarnt hatte, Tenes zu töten. Plutarch seinerseits erzählt, dass Thetis einen Diener zu Achilleus entsandte, um ihn an ihre Warnung zu gemahnen; Achilleus hielt sich daran, solange bis er der Tochter des Tenes begegnete, die ihn mit ihrer Schönheit beeindruckte. Tenes tritt zwischen die beiden, um seine Tochter zu beschützen, woraufhin Achilleus die Warnung vergisst und ihn tötet.

### Erste Kriegsjahre

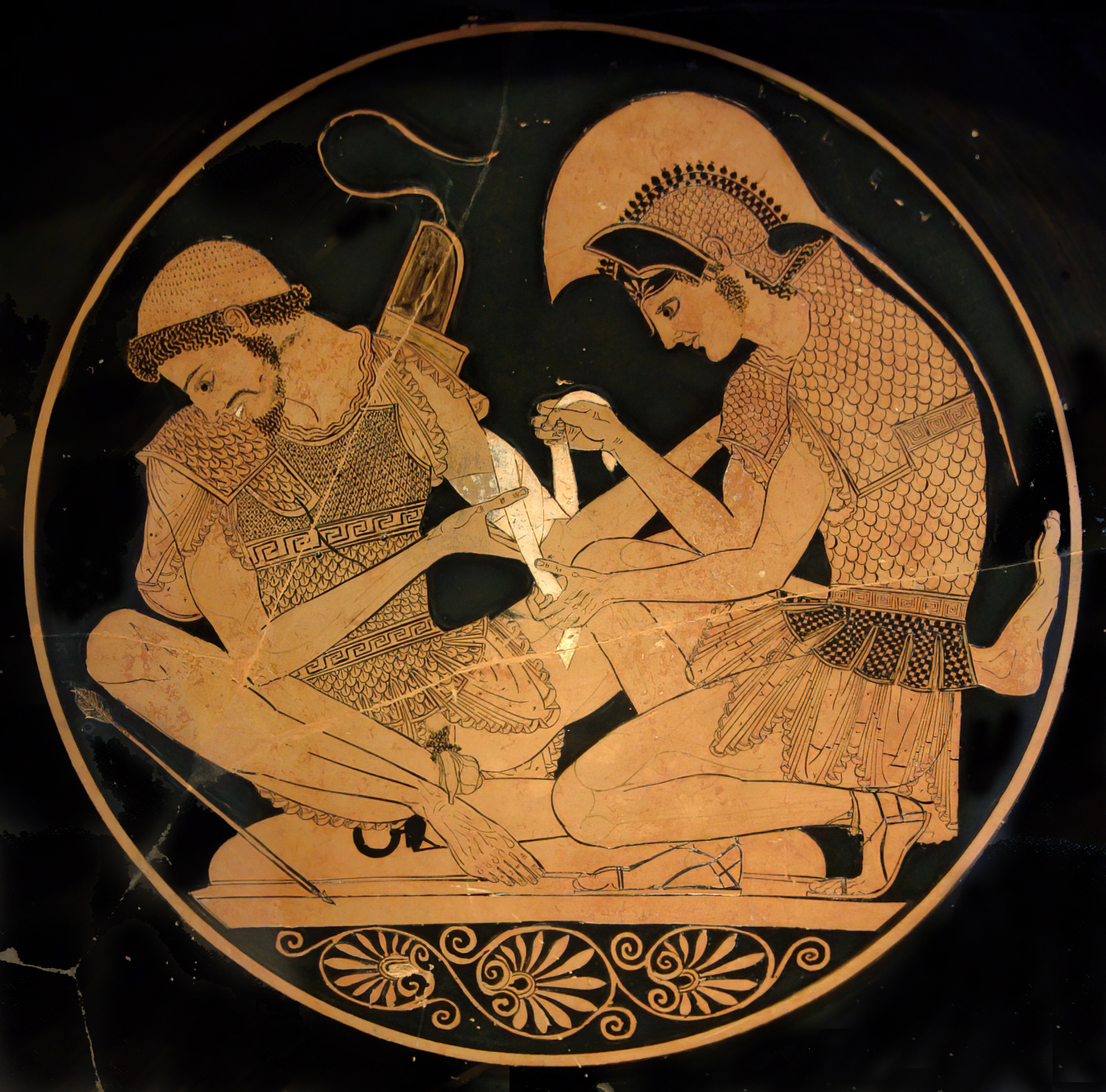
Achilleus verbindet Patroklos, von Sosias rotfigurig bemalte etruskische Kylix (Sosias-Schale), etwa 500 v. Chr., Staatliche Museen zu Berlin

Bevor die griechische Flotte vor Troja anlegt, wird Achilleus von seiner Mutter davor gewarnt, als erster das Land zu betreten, weil er sonst auch als erster der Griechen sterben würde. Achilleus befolgt ihren Rat und so trifft Protesilaos dieses Schicksal. Achilleus trifft auf Kyknos, einen Sohn des Meeresgottes Poseidon und König von Kolonai in der Troas. Dieser will verhindern, dass die Griechen landen können. Kyknos ist unverwundbar: Keine Waffe kann ihn verletzen. Achilleus schafft es schließlich doch, ihn zu töten, indem er ihn mit dem Kinnriemen seines Helms erwürgt, beziehungsweise indem er ihn, einer anderen Version zufolge, mit einem Steinwurf tötet.
Die Griechen schlagen ihr Lager am Strand vor Troja auf. Eine Gesandtschaft der Achäer, die Helena zurückfordert, wird abgewiesen. Achilleus verspürt Verlangen danach, Helena zu sehen. Die Kypria berichten nur davon, dass ein Treffen von Aphrodite und Thetis arrangiert wird, ohne näher ins Detail zu gehen. Allerdings erzählt eine hellenistische Variante von einer Wahrsagung Kassandras, nach der Helena fünf Ehemänner haben würde – Theseus, Menelaos, Paris, Deiphobos und Achilleus. Es handelt sich dabei offensichtlich nicht um eine Anspielung auf die Herrschaft des Achilleus nach seinem Tod im Elysium, denn die gleiche Quelle macht Medea zu seiner Gattin post mortem. Vielmehr lässt sich aus dem Wahrspruch der Kassandra der Schluss ziehen, dass die Begegnung des Achilleus und Helenas mit der Vereinigung der beiden geendet hat.
Einmal, als sich die Trojaner hinter ihre Stadtmauern zurückziehen, benutzt Achilleus die Gelegenheit, ihnen die Versorgung abzuschneiden. Vom Bug seiner Schiffe aus greift er elf kleinasiatische Bürger an, die Troja tributpflichtig sind. Dies geschieht in Lyrnessos, der Stadt, bei deren Eroberung Achilleus im zehnten Jahr der Belagerung die Briseis als Ehrenanteil an der Beute erhält, wohingegen Agamemnon die Chryseis zugesprochen wird.

### Achilleus’ Zorn
An dieser Stelle setzt der Bericht der Ilias ein. Eine Pest befällt das Lager der Griechen, und der von Achilleus ermutigte Kalchas offenbart, die Pest sei eine Strafe Apollons: Der Gott bestrafe Agamemnon dafür, dass dieser seinem Priester Chryses die Tochter Chryseis nicht zurückgegeben hat. Zum Nachgeben gezwungen, beansprucht Agamemnon ergrimmt einen anderen Teil der Beute für sich. Achilleus protestiert und Agamemnon beschließt, ihm die ihm zugesprochene Briseis wegzunehmen. Im Zorn beschließt Achilleus, sich in sein Zelt zurückzuziehen, und schwört bei Zeus, unter Agamemnon nicht mehr in die Schlacht zurückzukehren. Achilleus zeichnet sich in dieser Szene durch die Zweigeteiltheit seines Geistes aus. Dabei steht auf der einen Seite sein Herz (thymós), sein Zorn, der Agamemnon für seine Anmaßung büßen lassen will, auf der anderen Seite steht sein Verstand (lógos), der von der Göttin Athene verkörpert wird und Achilleus in einem Dialog von seinem Vorhaben abrät. Achilleus fleht seine Mutter an, bei Zeus für die Trojaner um Gunst zu bitten, solange er selbst dem Schlachtfeld fernbleibt. Dadurch soll bezweckt werden, dass Agamemnon Achilleus bittet, wieder mitzukämpfen, wodurch seine verletzte Ehre durch den Raub der Briseis wiederhergestellt würde. Zeus stimmt dem zu. Diese Begebenheit wird im ersten Vers der Ilias, dem sogenannten Prooemium wiedergegeben:
Singe den Zorn, o Göttin, des Peleiaden Achilleus,

Ihn, der entbrannt den Achaiern unnennbaren Jammer erregte,

Und viel tapfere Seelen der Heldensöhne zum Aïs

Sendete, aber sie selbst zum Raub darstellte den Hunden,

Und dem Gevögel umher. So ward Zeus Wille vollendet
Ohne Achilleus’ Hilfe stecken die Griechen Niederlage um Niederlage ein. Als die Griechen so sehr bedrängt sind, dass die Trojaner drohen, ihre Schiffe in Brand zu setzen, kommen der alte Weise Nestor sowie Phoinix und Odysseus zu Achilleus und treten als Gesandte für die Sache der Achäer ein. Achilleus bleibt stur, aber sein Freund Patroklos, der vom Unheil seiner Kameraden ergriffen ist, erwirkt die Erlaubnis von Achilleus, die Griechen zu unterstützen und dabei Achilleus’ Rüstung zu tragen. Dies zeigt Erfolg, aber Patroklos schlägt die Trojaner nicht nur zurück, sondern macht sich auch an ihre Verfolgung, obwohl er Achilleus Gegenteiliges versprochen hatte. Dabei wird er von Hektor getötet, der Achilleus’ Rüstung als Beute nimmt. Wütend und gedemütigt – von Patroklos getäuscht, der nun tot ist, und von Hektor symbolisch überwunden – entscheidet Achilleus, sich zu rächen. Dabei missachtet er die Warnungen seiner Mutter: Würde er Hektor angreifen, so stürbe er wenige Zeit später. Thetis sucht Hephaistos auf, den sie einst groß gezogen hatte, und Hephaistos schmiedet Achilleus eine neue Rüstung, in der er den Kampf mit Hektor sucht.

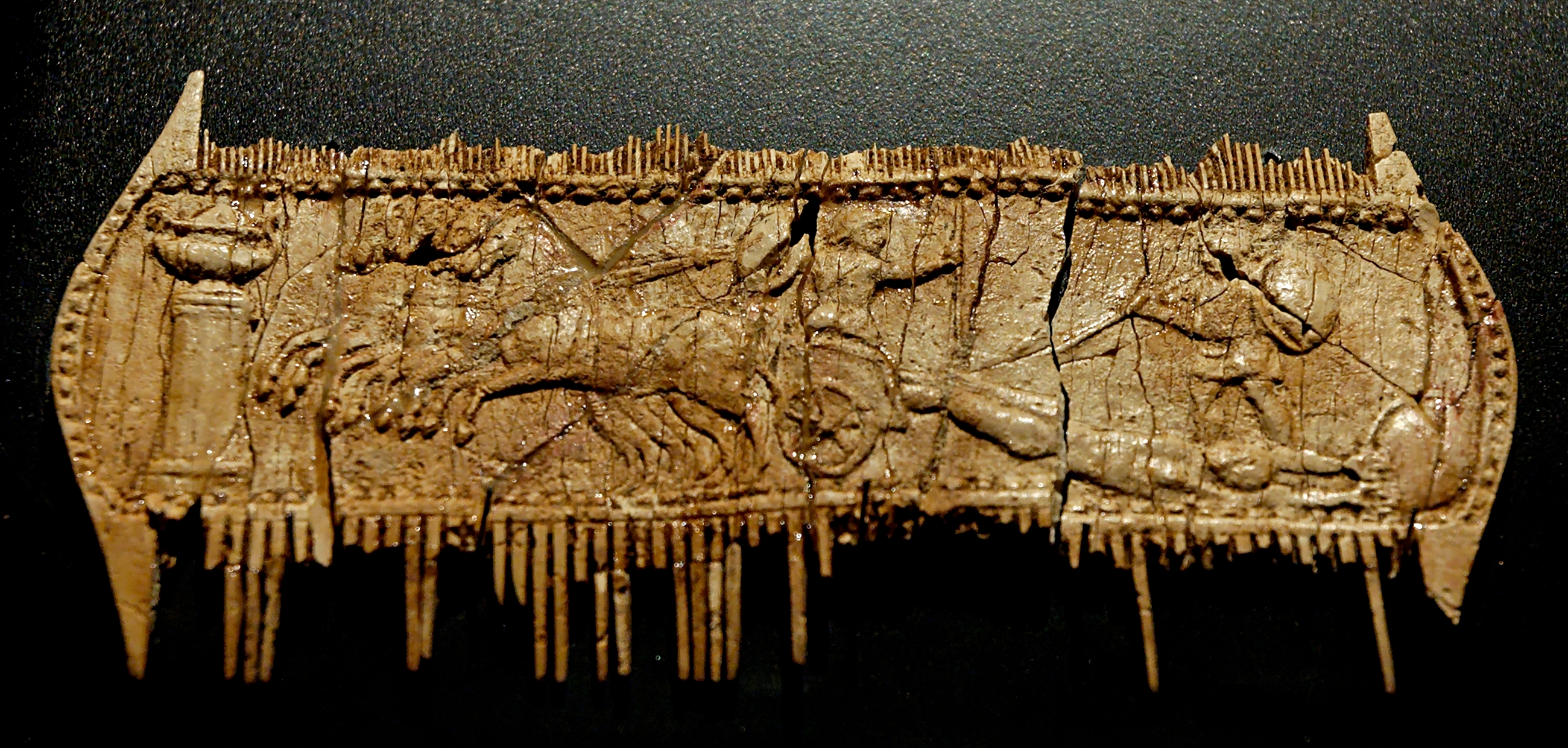
Achilleus schleift Hektors Leiche an seinem Streitwagen, in Oria gefundener Kamm, zweite Hälfte des ersten Jahrhunderts n. Chr., Archäologisches Nationalmuseum Tarent

Nachdem er seine göttliche Rüstung erhalten hat, zieht er aufs Neue in die Schlacht und metzelt in seinem Zorn im Alleingang eine so große Zahl von Trojanern nieder, dass die Wasser des Skamander von Leichen übersät sind und das Wasser eine blutrote Farbe angenommen hat. Weil der Flussgott beleidigt ist, will er Achilleus ertränken, Achilleus wird aber durch das Eingreifen des Hephaistos gerettet. Achilleus trifft schließlich auf Hektor, fordert ihn heraus und tötet ihn mit Athenes Hilfe, die Hektor täuscht, indem sie ihm als einer seiner Kampfesgenossen erscheint. Er schleift den Leichnam mit seinem Streitwagen um die Stadt, bevor er ihn in das Lager der Achäer bringt. In sein Zelt zurückgekehrt, weint der Held um seinen toten Freund Patroklos. Als er dessen Leichnam verbrennt, schneidet er sein Haar zum Zeichen der Trauer und opfert vier Pferde, neun Hunde und zwölf trojanische Jünglinge, deren Körper auf den Scheiterhaufen geworfen werden. Am nächsten Tag schleift er aufs Neue Hektors Körper hinter seinem Streitwagen her und umrundet so dreimal das Grabmal des Patroklos.
Dennoch zeigt Achilleus Menschlichkeit, als er den König Priamos, den Vater Hektors, in sein Zelt kommen lässt, der ihn um den Körper seines Sohns anfleht, um ihm ein würdevolles Begräbnis zu bereiten. Er hört dabei auf seine Mutter: Thetis wurde von den Göttern geschickt, die mit der Misshandlung der Leiche nicht einverstanden sind.

### Tötung des Memnon und der Penthesilea

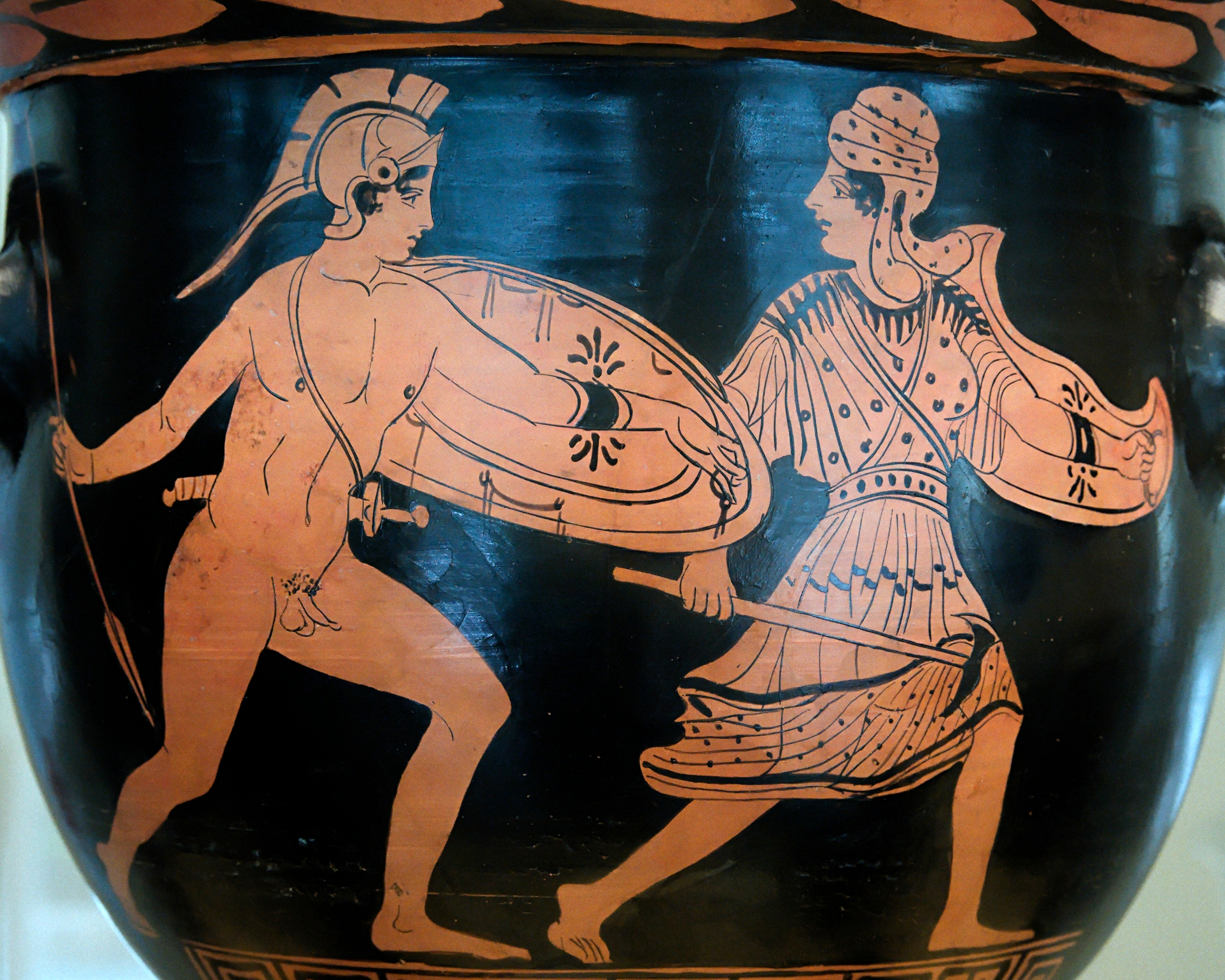
Der Kampf zwischen Achilleus und Penthesilea, rotfiguriger Glockenkrater aus der Basilikata, Ende des fünften Jahrhunderts n. Chr., Archäologisches Nationalmuseum Madrid

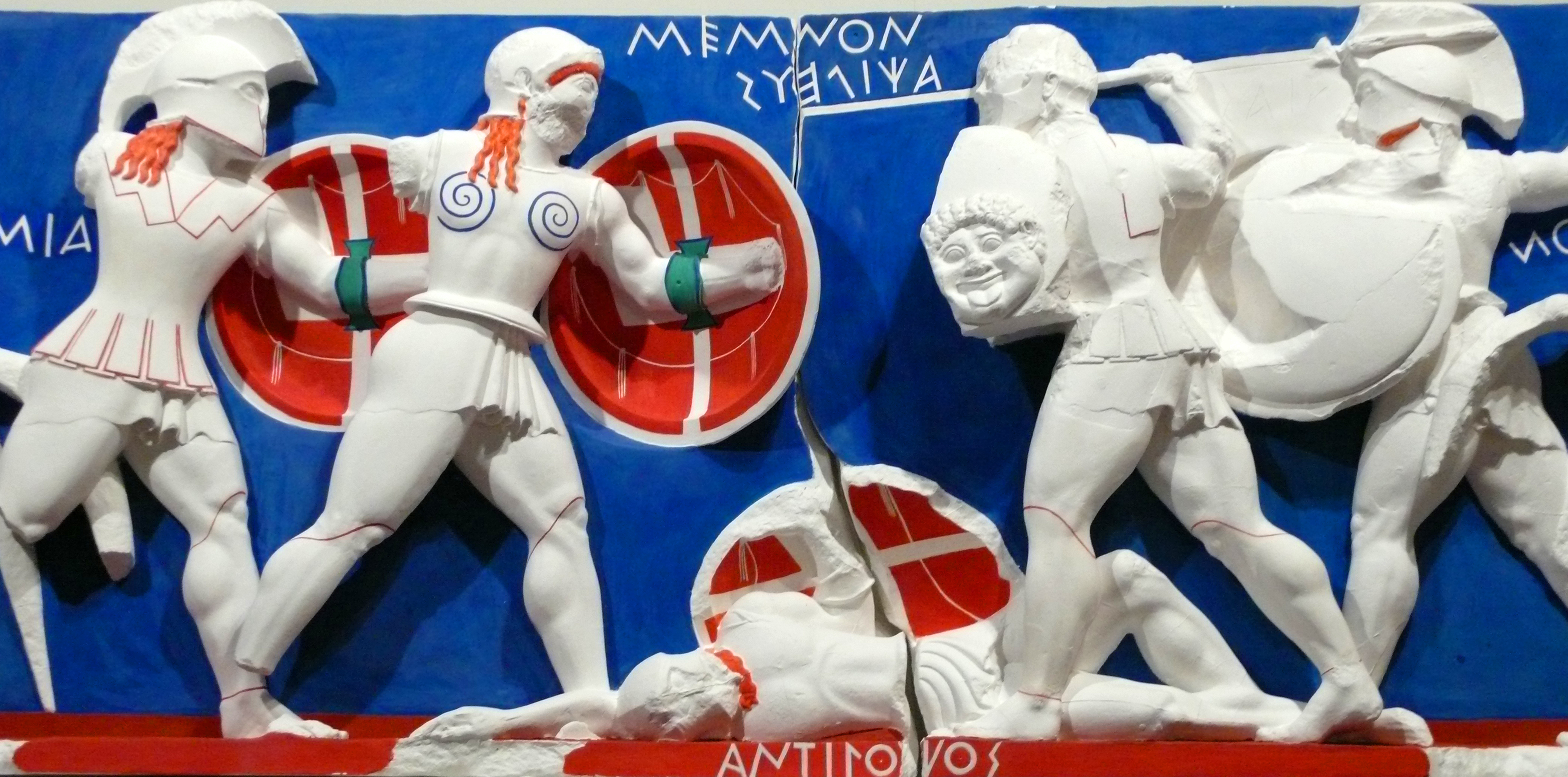
Thesauros von Sifnos in Delphi um 525 v. Chr. Kolorierte Kopie: Georg-August-Universität Göttingen

Die Aithiopis, eines der Epen des Trojanischen Zyklus, nimmt den Bericht des Trojanischen Kriegs an der Stelle auf, an der die Ilias endet. Sie erzählt, wie in Priamos’ Stadt nach dem Tode Hektors neue Helden ankommen. Das ist zunächst die Amazone Penthesilea, Tochter des Kriegsgotts Ares. Achilleus duelliert sich mit ihr, tötet sie und verliebt sich in die Sterbende oder Tote, was den Spott des Thersites erregt. Achilleus ist über Thersites’ Spott entrüstet, tötet ihn und muss sich anschließend auf der Insel Lesbos von dieser Mordtat durch Odysseus entsühnen lassen.
Wenig später trifft Memnon ein, der Sohn der Morgenröte Eos und des Tithonos und Prinz von Äthiopien. Auch er begegnet Achilleus im Zweikampf und wird von ihm getötet.

### Tod
Die Tage des Achilleus sind von nun an gezählt. Xanthos, ein unsterbliches Pferd des Achilleus, hat es dem Helden vorhergesagt, wobei es seinen Tod als „mächtige[n] Gott“ bezeichnet hat.
Ebenso hat Thetis ihn mehrmals gewarnt, dass er jung sterben werde: „an der Mauer der erzumpanzerten Troer / Sei [er] zu sterben bestimmt durch Apollons schnelle Geschosse.“ Schließlich hat auch der sterbende Hektor den Tod seines Gegners durch Paris und Apollon nahe beim Skäischen Tor geweissagt.

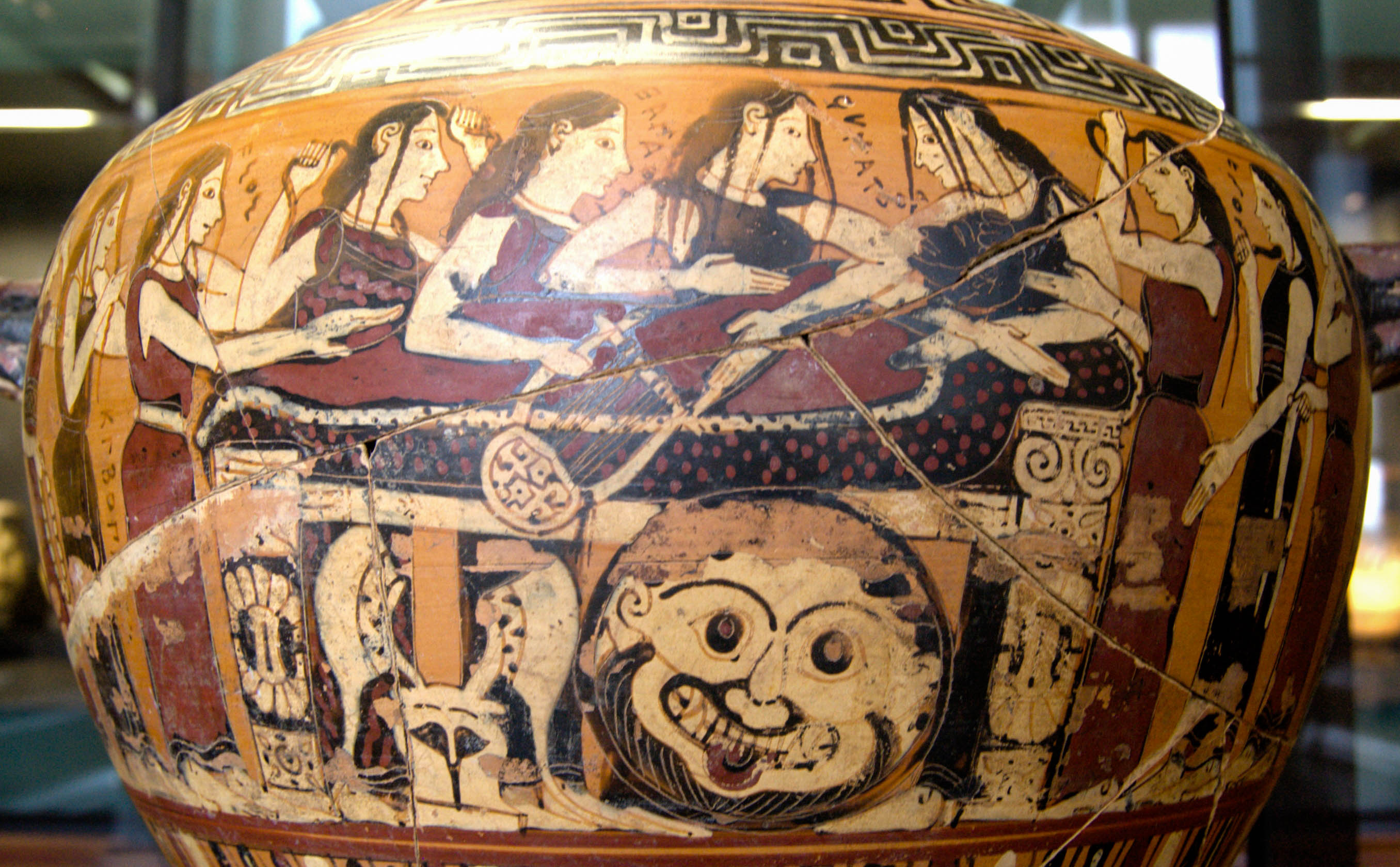
Thetis und die Nereiden beweinen den Tod des Achilleus, schwarzfigurige korinthische Hydria 560–550 v. Chr., Louvre

Es existieren mehrere Versionen von Achilleus’ Tod. Die Aithiopis beschreibt, dass er von der Hand des Paris und des Apollon stirbt, als er die Trojaner bis in ihre Stadtmauern verfolgt. Pindar lässt hören, dass der Gott die Gestalt des Priamossohns annahm und Achilleus tötete, um die Eroberung der Stadt Troja hinauszuschieben, wie er es schon in der Ilias mit Patroklos getan hat, um dessen Sturmangriff aufzuhalten. Die Aeneis ist die erste Quelle, die explizit davon spricht, dass Paris den tödlichen, von Apollon gelenkten Pfeil abgeschossen habe.
Eine andere Überlieferung bringt Achilleus’ Tod mit seiner Liebe zu Polyxena, einer Tochter des Priamos, in Verbindung: Der Heros wird getötet, als er im Tempel des thymbrischen Apollon bei Priamos um die Hand seiner Tochter anhält. In einer anderen Version verliebt sich Achilleus in Polyxena, als sie ihren Vater zu Achilleus begleitet, um Hektors Leiche zu fordern. Priamos verspricht ihm dabei ihre Hand unter der Bedingung, dass er den Krieg beendet – dabei handelt es sich in Wirklichkeit um einen Hinterhalt: Paris erwartet ihn, hinter einer Säule des Tempels versteckt, mit dem Bogen in der Hand.
Sein Begräbnis wird im vierundzwanzigsten Gesang der Odyssee vom Geist Agamemnons erzählt, und auch im dritten Buch der Posthomerika des Quintus von Smyrna. Seine Asche wurde mit der des Patroklos in einer goldenen Urne vermengt, jedoch gesondert von den sterblichen Überresten des Antilochos. Achilleus wurde unter Klagen und Weinen in den Fluten des Hellespont bestattet und konnte den Sieg der Griechen nicht mehr erleben.

### Nach seinem Tod

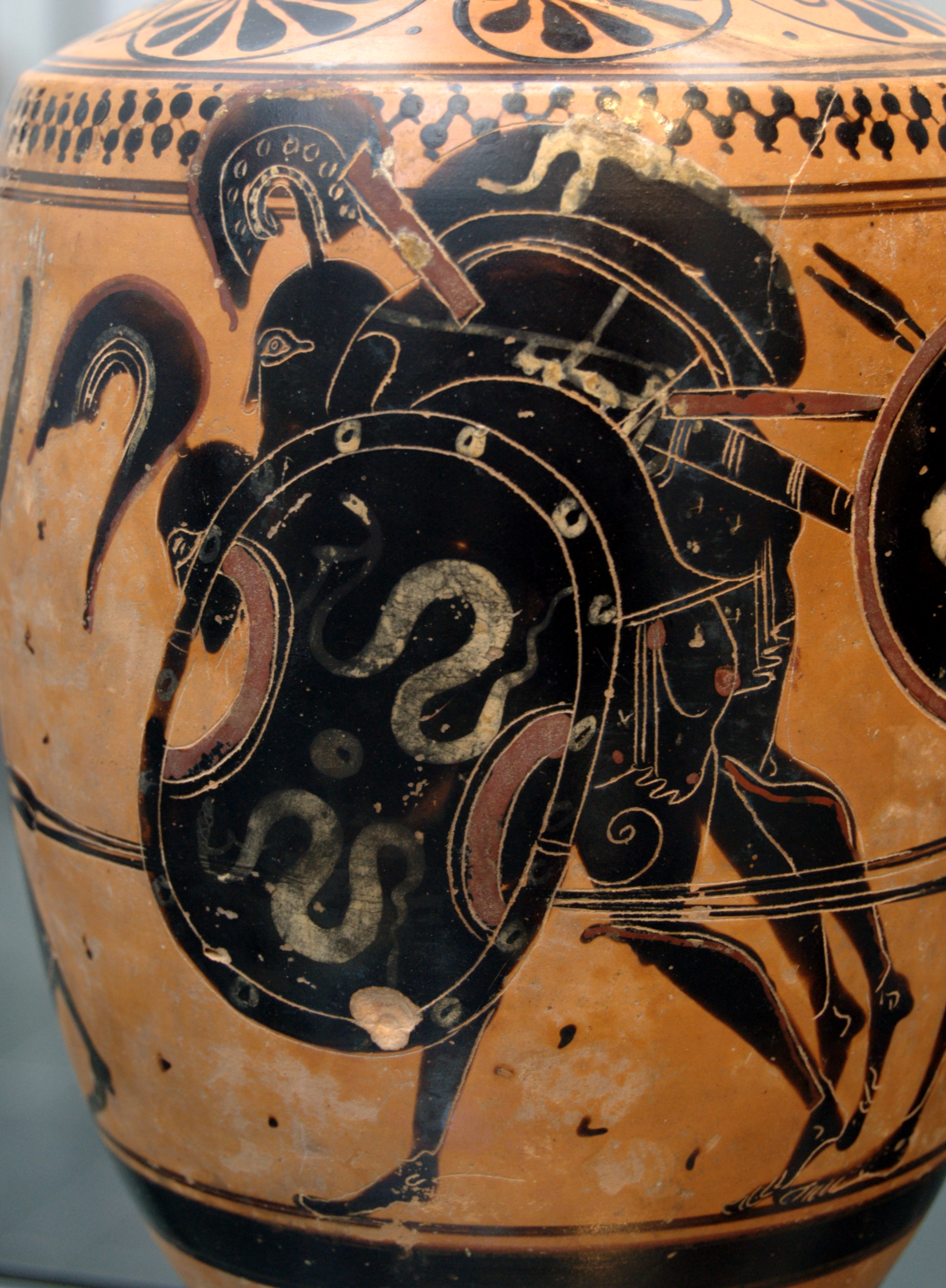
Ajax trägt den Körper des Achilleus, schwarzfiguriger attischer Lekythos ca. 510 v. Chr., Staatliche Antikensammlungen zu München

Homer stellt Achilleus in der Odyssee als enttäuschten König über den Asphodeliengrund im Hades dar. Dem Odysseus, der ihn zu seiner Herrschaft über die Toten beglückwünscht, antwortet er:
Preise mir jetzt nicht tröstend den Tod, ruhmvoller Odysseus.

Lieber möcht’ ich fürwahr dem unbegüterten Meier,

Der nur kümmerlich lebt, als Tagelöhner das Feld baun,

Als die ganze Schar vermoderter Toten beherrschen.
In der Aithiopis stellt Thetis ihn dar, als lebte er das ideale Leben eines Kriegers auf der Insel Leuke, in zahllosen Schlachten und ewigen Festen. Er ist mit Medea, Helena, Iphigenie oder auch mit Polyxena verheiratet. Pindar spricht in den Nemeischen Siegesgesängen von einer glänzenden Insel, die im Pontos Euxeinos liegt. Euripides übernimmt diese Version in seiner Andromache.

## Interpretation
Trotz seiner Herkunft von Peleus und Thetis ist Achilleus sterblich. Allerdings bezeichnet Homer den Zorn des Heroen als Ausfluss des Göttlichen. Dieser habe nichts mit der Wut und dem Groll gewöhnlicher Menschen gemein, sondern ist ein heiliger Zorn, eine göttliche Passion. Auch die anderen Helden der Ilias sind von der Mania besessen, von kriegerischem Wahn, der sie blendet – mit Ausnahme von Odysseus.
Achilleus ist eine zwiespältige Persönlichkeit, denn es steht ihm frei, die Riten der Helden und die Sitten der Menschen zu respektieren. Dies zwingt ihn dazu, keiner Gruppe anzugehören, was ihm einen abseitigen Platz im Werk Homers verschafft.
Diese Zwiespältigkeit des Achilleus scheint besonders stark zur Identifikation einzuladen. Er ist im Grunde seines Herzens friedliebend und hasst den Krieg, aber wenn er kämpft, dann unaufhaltsam und brutal; er erscheint manchen Autoren heterosexuell (Deidameia, Briseis, Polyxena), anderen eher homosexuell (Patroklos); er schwankt zwischen Unterordnung unter ein gemeinsames Ziel und völliger Eigenwilligkeit; er ist jung, schön und schnell – und dennoch verletzlich; er ist ein gefürchteter Kämpfer – und flieht in der Not in die Arme seiner Mutter. Bereits bei Homer sind alle diese Widersprüche in seiner Person vereinigt, und doch vermittelt er nie den Eindruck eines poetischen Konstrukts. In dieser Fülle der Eigenschaften, der Widersprüche liegt seine besondere Lebenskraft: Weil sein Stolz gekränkt ist, tritt er in Kriegsstreik. Aus einem privaten Motiv kehrt er auf den Kriegsschauplatz zurück: er will seinen Freund rächen. Die eigentlichen Kriegsziele, Troja und Helena, sind ihm anscheinend völlig gleichgültig. Alle anderen Kriegsteilnehmer stehen im Dienst der Kriegsziele, der Kämpfer Achilleus aber verwirklicht sich selbst. Für Hegel verkörpert Achilleus das Ideal des epischen Helden: „Bei Achill kann man sagen: Das ist ein Mensch! – Die Vielseitigkeit der edlen menschlichen Natur entwickelt ihren ganzen Reichtum an diesem einen Individuum.“

## Kult

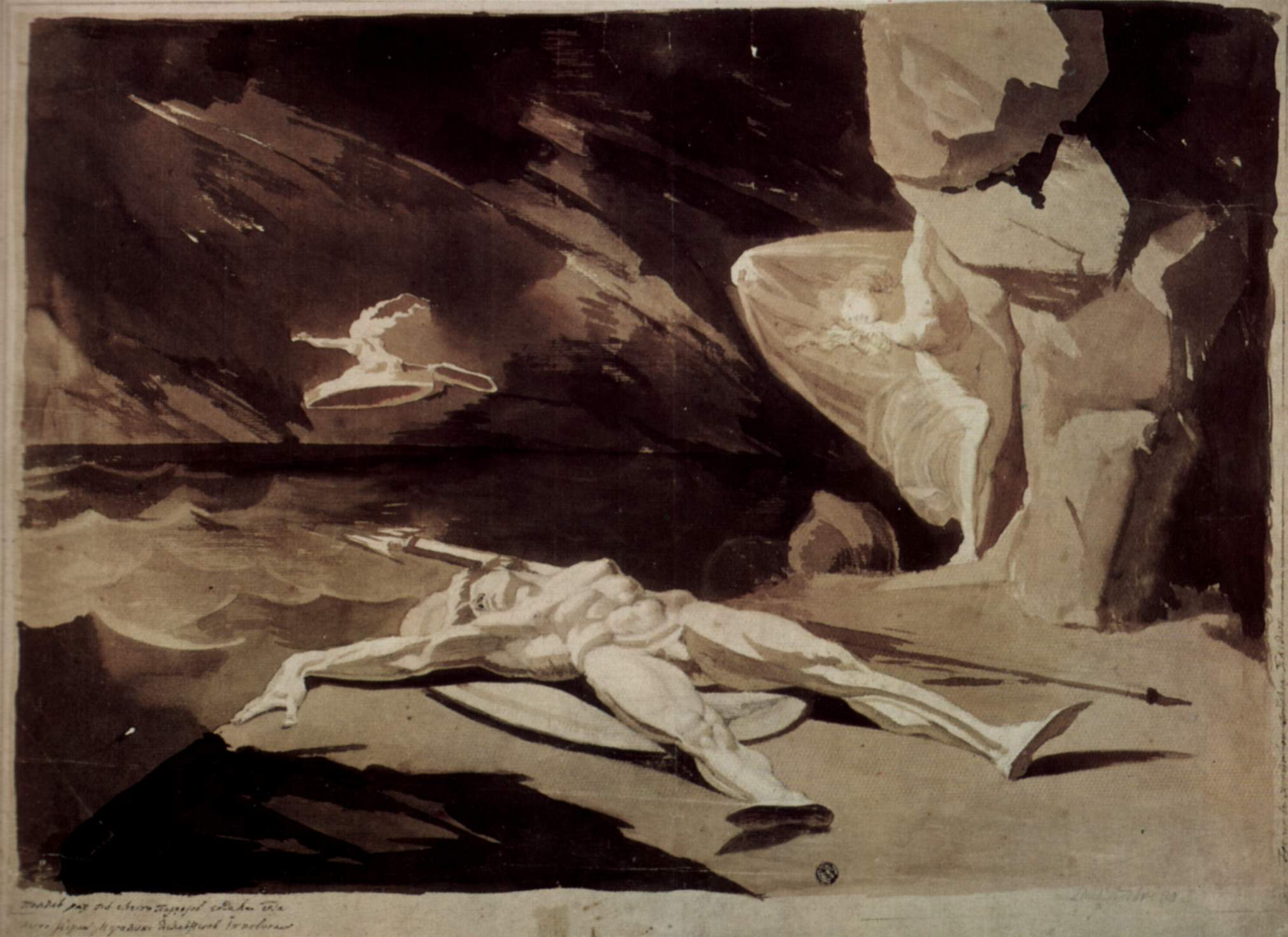
Johann Heinrich Füssli, Thetis beweint den Tod des Achilleus, 1780, Art Institute of Chicago

Achilleus ist in vielen mediterranen Regionen Gegenstand eines Heroenkults geworden. Es ist unklar, wie der Kult seinen Aufschwung genommen hat, denn in der Regel konzentrieren sich die Heroenkulte auf das Grab des Helden. Im Fall des Achilleus würde man erwarten, seine Überreste unweit von Troja im Hellespont zu finden: In der Ilias (XXIII) wird Patroklos dort beerdigt, und dessen Geist bittet Achilleus darum, dass beider sterbliche Hüllen am gleichen Ort begraben werden sollen. Die Odyssee beschreibt genauer, dass ein großer Tumulus, ein vom Meer aus sichtbarer Grabhügel von den Achäern errichtet worden sei. Die Verehrung des Heros im fünften Jahrhundert vor Christus ist belegt und eine nach ihm benannte Stadt, Achilleion, ist an dieser Stelle gegründet worden. Die Thessalier führten eine jährliche Pilgerfahrt durch, und einige Quellen erwähnen, dass auch die persische Armee während der Perserkriege dorthin kam und Achilleus ebenso verehrte wie nach ihnen Alexander der Große und auch Caracalla.
Der Achilleuskult beschränkte sich aber nicht auf seine Grabstätte: Er wurde ebenso im kleinasiatischen Erythrai, in Kroton, in Sparta und in Elis verehrt, und selbst auf Astypalea, einer kykladischen Insel.
Die reichste Fundsituation existiert vom Kult aus der Region Olbia am Schwarzen Meer, der vom sechsten Jahrhundert vor Christus bis zur Zeit des Römischen Reichs belegt ist. Eine Reihe von Grabstelen aus dem zweiten und dritten Jahrhundert nach Christus beweisen, dass Achilleus dort unter dem Beinamen „Pontarch“ (altgriechisch für Herrscher der Pontos) verehrt wurde. Er ist auch in römischer Zeit eine der Hauptgottheiten dieser Region.
Ein Fragment des Alkaios von Lesbos, das die Wortverbindung dieser Grabinschriften wieder aufnimmt, spricht davon, dass Achilleus über die Skythen herrscht. Im gleichen Gebiet wird die Halbinsel Tendra als „Rennbahn des Achilleus“ bezeichnet. Der Name leitet sich möglicherweise von den athletischen Spielen ab, die dort zu Ehren des Heros veranstaltet wurden und für die es Zeugnisse aus dem ersten Jahrhundert gibt. Schließlich ist Leuke (heute die Schlangeninsel, wörtlich: „Die Weiße“) im Nordwesten des Schwarzen Meers die Kultstätte des Achilleus, die in der Antike am bekanntesten war. Sie beherbergt einen Tempel und eine Statue. Dem Heros wird zugeschrieben, an der Kultstätte zu wohnen: Er erscheint den Seefahrern, die sich der Insel nähern, als Vision.
Die Achilleus-Verehrung ist oftmals mit dem Meer verbunden, eine Verbindung, die sich nicht aus den Elementen seines Mythos erklären lässt, sondern nur aus der Tatsache, dass er der Sohn einer Nereide, einer Meergottheit, ist. Er wird auch gemeinsam mit Thetis im kleinasiatischen Erythrai verehrt. Achilleus ist besonders bei Seefahrern beliebt, die ihm die meisten der Opfergaben geweiht haben, die man im Schwarzen Meer gefunden hat.

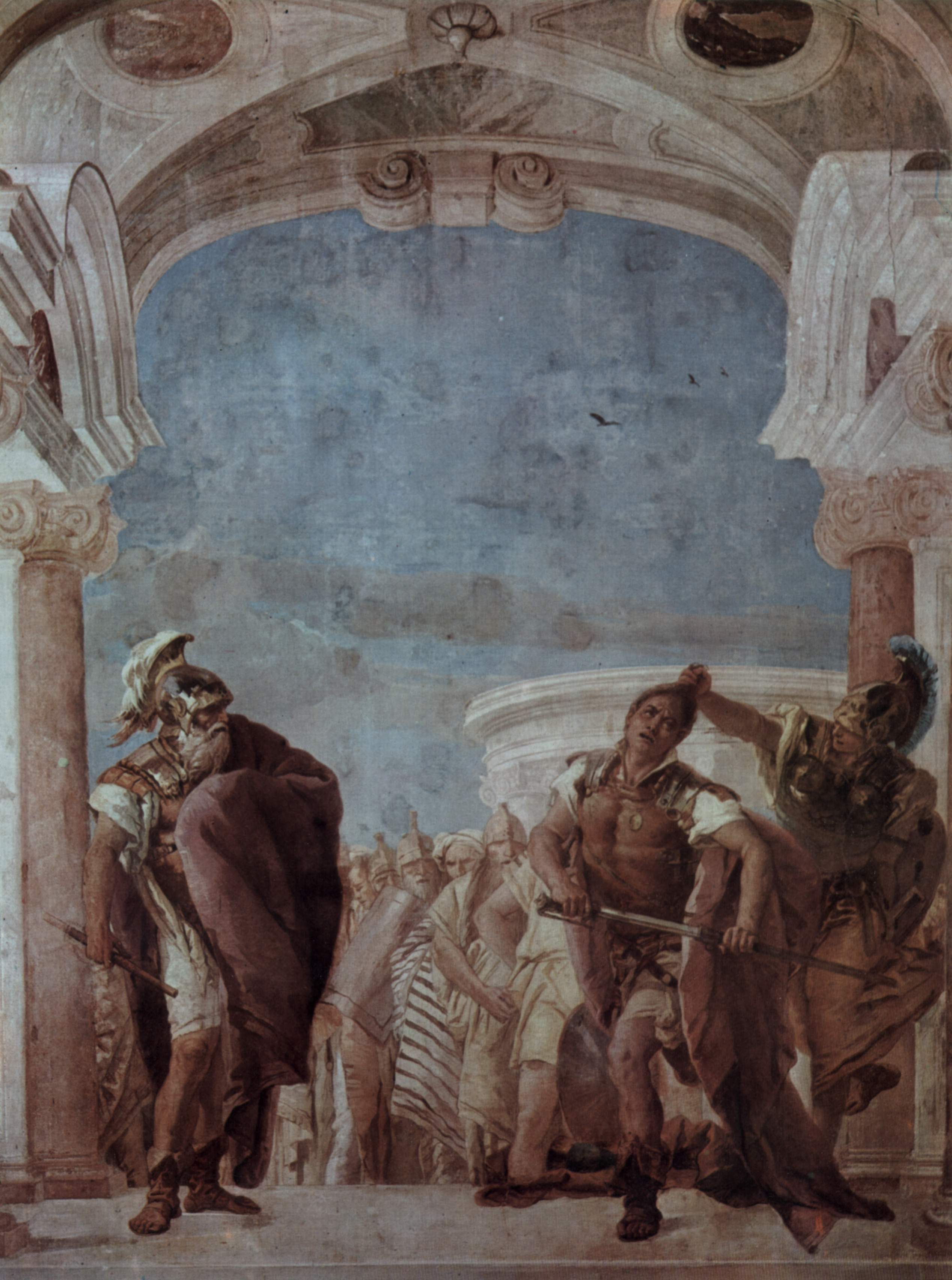
Tiepolo, Achills Zorn, 1757, Fresko der Villa Valmarana (Vicenza). Athene hält Achilleus davon ab, Agamemnon zu töten

Unabhängig von seiner Verehrung als Gottheit drängt sich Achilleus den Griechen als exemplarische Heldenpersönlichkeit auf. Auch Alexander der Große vergleicht sich mit ihm – er bedauerte angeblich, keinen Homer gefunden zu haben, der seine eigenen Taten besingen könnte. In Begleitung seines Freundes Hephaestion opferte der Eroberer ihm auf dem Grabhügel von Achilleus und Patroklos.

## Rezeption

### Antike
In der Antike dominiert die Überlieferung, dass Achilleus nach seinem Tod fortlebt. Davon setzt sich die Ilias ab und kompensiert dies durch sein Weiterleben in der unvergänglichen Rühmung durch die Dichter. Homer legt den kühnen Achilleus als Gegenbild zum listigen und manchmal lügnerischen Odysseus an. Das zentrale Merkmal des Achilleus in der Ilias ist sein Zorn. Dabei bezeichnet Homer seinen Zorn als Ausfluss des Göttlichen. Er habe nichts mit der Wut und dem Groll gewöhnlicher Menschen gemein, sondern ist ein heiliger Zorn, eine göttliche Passion. Auch die anderen Helden der Ilias sind von der Mania besessen, von kriegerischem Wahn, der sie blendet – mit Ausnahme von Odysseus.
Achilleus’ Ehrgefühl motiviert dort sowohl seinen Rückzug aus der Schlacht als auch seinen Wiedereintritt: Als Agamemnon ihm die Briseis entreißt, ist er zutiefst gekränkt. Er fühlt sich, als hätte er seine Heldenehre verloren, dank deren Zeus ihn zu seinen Lieblingen zählt. Infolgedessen beeindrucken ihn die Sühnegeschenke wenig, die ihm Agamemnon anbietet. Schlimmer noch, es heizt seinen Zorn nur weiter an, dass Agamemnon glaubt, seine heilige Raserei mit einfachen Geschenken ruhig stellen zu können. Denn obzwar sie sehr kostbar sind, sind sie doch bloß menschlich und daher wertlos im Angesicht dessen, was Achilleus’ Göttlichkeit ausmacht. Um die Ehre des Patroklos wiederherzustellen, rächt er ihn an Hektor. Neben diesem dominierenden Charakterzug steht in der Ilias allerdings auch sein Mitleid mit Priamos bei der Herausgabe von Hektors Leiche.
Anders als Homer sprechen die griechischen Lyriker von Achilleus’ Leben nach dem Tod: Alkaios bezeichnet ihn als Herrscher über die Skythen, Ibykos und Simonides siedeln ihn mit Medea als Gattin im Elysium an, bei Stesichoros lebt er nach seinem Tod auf der Insel der Seligen weiter.
In den Oden des Pindar wird Achilleus als Beispiel größter Leistung besungen, und dafür, wie zwar der Tod das menschliche Glück beschränkt, aber durch Unsterblichkeit in der Dichtung kompensiert werden kann.
Achilleus taucht in verschiedenen Dramen als handelnde Figur auf: Das einzige dieser Dramen, das noch erhalten ist, ist Euripides’ Iphigenie in Aulis. In den verlorenen Euripides-Dramen Telephos und Die Leute von Skyros tritt Achilleus auf, und in Hekabe fordert sein Geist die Opferung der Polyxena. In Aischylos’ Werk taucht Achilleus in der verlorenen Tragödie Seelenschwäche auf, in der sein Kampf mit Memnon beschrieben wird, sowie in einer Tragödie, die den Streit um seine Waffen zum Thema hat, und in einer Achilleis-Trilogie, in der die Beziehung zu Patroklos als homoerotische Beziehung beschrieben wird.
Sokrates befasst sich damit, Achilleus’ moralische Geradlinigkeit in Frage zu stellen. Mithilfe eines Vergleichs zwischen Odysseus und Achilleus zeigt Sokrates, dass Achilleus nicht weniger als Odysseus ein Betrüger, sondern nur ein Betrüger mit geringerer Begabung gewesen sei: Nur mangels ausreichender intellektueller Größe sei Achilleus nicht dazu in der Lage gewesen, andere hinters Licht zu führen. Platon gibt der Figur des Achilleus eine ethische Bedeutung, indem er sein Weiterleben nach dem Tod auf der Insel der Seligen als Belohnung für seinen Liebestod deutet. Auch Aristoteles stellt Achilleus als ethisches Vorbild dar.
Im Paradoxon von Achilleus und der Schildkröte kontrastiert Zenon von Elea die sprichwörtliche Schnelligkeit des Helden damit, dass er eine Schildkröte nicht einholen kann.
In der römischen Antike wird Achilleus vor allem auf seine Grausamkeit und Mordlust reduziert: Die fragmentarisch überlieferten Dramen Achilles, Hectoris Lytra des Ennius und Myrmidones, Achilles und Epinausimachia des Accius stellen vermutlich Achilleus’ Trotz ins Zentrum, der ihn innerhalb des griechischen Heeres isoliert. In Vergils Aeneis dient Achilleus vor allem dazu, den Kontrast für die vorbildliche Tugend des Aeneas abzugeben. Bei Horaz, in den Metamorphosen des Ovid und bei Seneca erscheint Achilleus grausam und blutrünstig. Cicero kritisiert die Leidenschaftlichkeit des Achilleus aus stoischer Perspektive als krankhaft. Statius bringt in seiner unvollendeten Achilleis Achilleus’ kriegerische und sexuelle Gewalt in eine Analogie. Dies drückt sich auch im Penthesilea-Motiv aus: Achilleus, der Penthesilea kriegerisch überwunden hat, wird von ihr überwunden, indem er sich in sie verliebt. Catull betont die Verbindung von Achilleus’ frühem Tod und seinem Ruhm.

### Spätantike und Mittelalter
Im Mittelalter tritt die Homer-Rezeption in den Hintergrund. Stattdessen werden im lateinischen Westen die fiktiven Trojaberichte des Dictys Cretensis (Ephemeris Belli Troiani) und des Dares Phrygius (Acta diurna belli Troiani) rezipiert, die sich als Augenzeugenberichte ausgeben. Dictys Cretensis rückt dabei die schon bei Hyginus erwähnte Liebe des Achilleus zu Polyxena ins Zentrum seines Schicksals: Achilleus wird von den Trojanern unbewaffnet in den Apollon-Tempel gelockt, um vorgeblich mit Polyxena vermählt zu werden, und dabei hinterrücks ermordet. Dictys Cretensis schildert Achilleus als unachtsam. Um 500 n. Chr. deutet Fulgentius die verwundbare Ferse – als Sitz der Venen, welche die Verbindung zum Sitz der Leidenschaften herstellen – als Allegorie auf die Verwundbarkeit des vorbildlichen Helden durch seine Leidenschaft. Der Text des Dictys Cretensis und Fulgentius’ Deutung werden die Grundlage dafür, wie Achilleus in den höfischen Trojaromanen des 12. und 13. Jahrhunderts erscheint: Achilleus wird dort einerseits als Vorbild für höfische Ritterlichkeit, andererseits als Beispiel verderbenbringender Minne geschildert.
Viele Trojaromane des Mittelalters sind den Trojanern mehr gewogen als den Achäern. Das führt dazu, dass Achilleus im Zweikampf mit Hektor als hinterhältig beschrieben wird: Nur mit Heimtücke überwindet er Hektor, sein Tod wird als die gerechte Strafe dafür angesehen, zuerst um 1165 im Roman de Troie des Benoît de Saint-Maure und in der Bearbeitung von Guido delle Colonne Historia destructionis Troiae im späten 13. Jahrhundert. Herbort von Fritzlar schrieb um 1195 ein Liet von Troye, in dem Achilleus gleichberechtigt neben Hektor steht, ebenso wie im Trojanerkrieg von Konrad von Würzburg. In französischer Sprache entstehen im 14. Jahrhundert zwei Texte, zwischen 1316 und 1328 der anonyme Ovide moralisé und 1400 die Epistre Othea von Christine de Pizan, die beide Kritik an Achilleus enthalten, indem sie Hektor als vorbildlich beschreiben, wohingegen Achilleus das Opfer seiner Liebe wird. Dieser Wertung folgt auch das Troy Book von John Lydgate, das wie zwei andere mittelenglische Bearbeitungen des Textes von Guido delle Colonne zu Beginn des 15. Jahrhunderts entsteht.

### Moderne Literatur

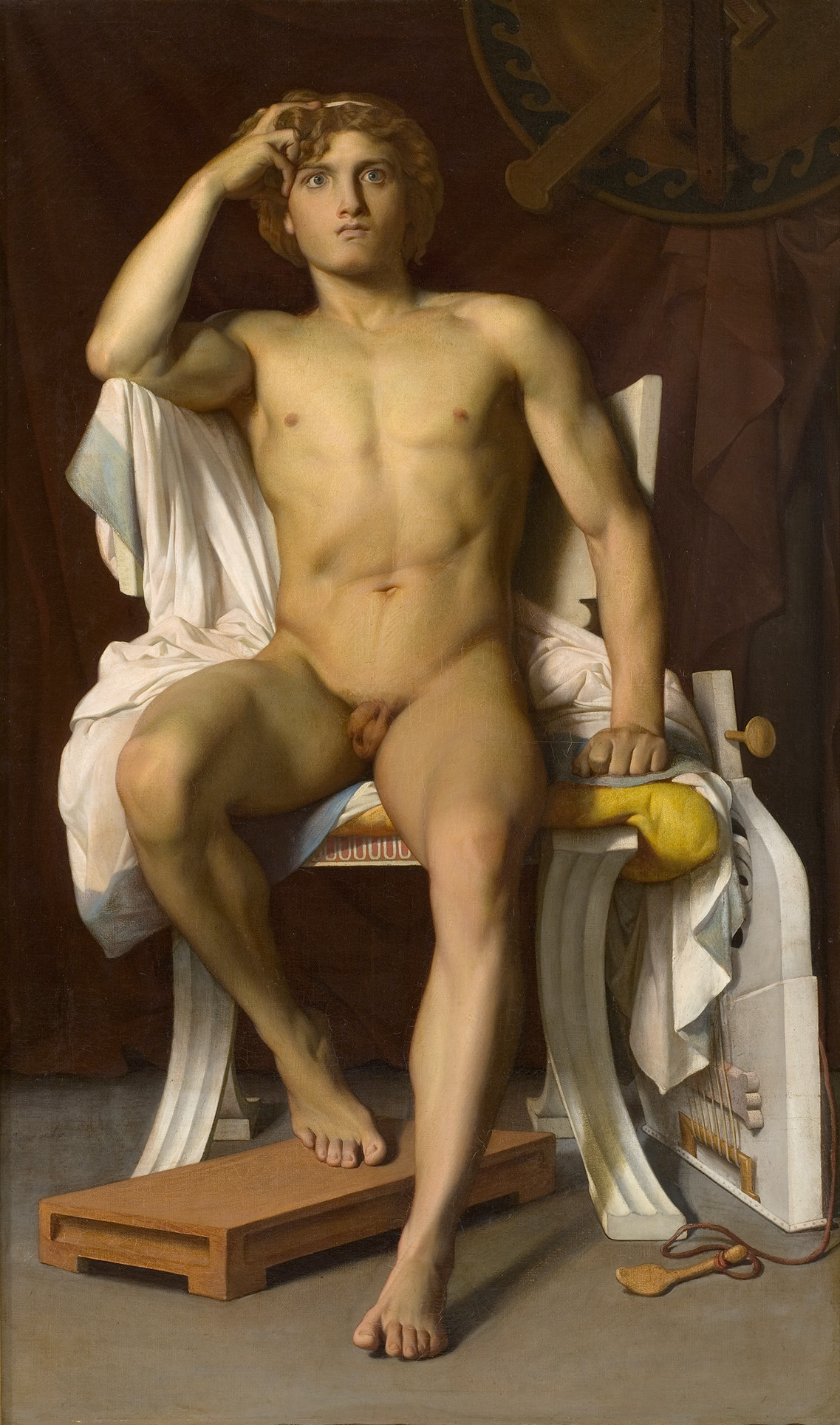
Achilleus’ Zorn, François-Léon Benouville (1821–1859) (Musée Fabre)

#### Shakespeare
In seinem Stück Troilus und Cressida hält Shakespeare sich, was Achilleus angeht, an das homerische Motiv der Streitverweigerung, zeichnet ihn zugleich jedoch mit den Mitteln der Heldensatire als eitel und feige; Odysseus beschreibt ihn mit den Worten:
Der Held Achilles, den die Meinung krönt

Als Nerv und rechte Hand des ganzen Heers –

Das Ohr gefüllt mit seinem luft’gen Ruhm,

Wird frech und launenhaft und ruht im Zelt,

Verspottend unser Tun. Mit ihm Patroklus,

Auf einem Lotterbett, treibt freche Possen

Den lieben langen Tag…

#### Goethe
Als Goethe an dem Epos in Hexametern Hermann und Dorothea arbeitete, studierte er Homer in der Übersetzung von Johann Heinrich Voß. Dabei kam er darauf, dass zwischen dem Ende der Ilias und dem Anfang der Äneis „noch ein episches Gedicht inneliegt“. Er hat eine Achilleis in 8 Gesängen zu schreiben begonnen, hat das Projekt jedoch bereits nach der Fertigstellung des ersten Gesanges aufgegeben, entweder weil die Verwicklungen um Achilleus’ Tod insbesondere hinsichtlich der Polyxena-Episode eine zu weitgehende Umdeutung der Überlieferung nahelegten oder weil der Widerspruch zwischen dramatischem Stoff und epischer Form ihm zu groß erschien. Goethe zeichnet Achilleus als „tief bewegt und sanft“, zugleich aber als seines bevorstehenden Todes gewiss (er lässt bereits selbst seinen Grabhügel aufschaufeln) und als fatalistisch-unerschrockenen Kämpfer:
…Der Glücklichste denke zum Streite

Immer gerüstet zu sein, und jeder gleiche dem Krieger,

Der von Helios’ Blick immer zu scheiden bereit ist.

#### Schiller
Schiller macht in seinem Gedicht Nänie Achilleus zum Inbegriff des sterblich Schönen:
Nicht errettet den göttlichen Held die unsterbliche Mutter,

Wann er, am skäischen Tor fallend, sein Schicksal erfüllt.

Aber sie steigt aus dem Meer mit allen Töchtern des Nereus,

Und die Klage hebt an um den verherrlichten Sohn.

Siehe! Da weinen die Götter, es weinen die Göttinnen alle,

Dass das Schöne vergeht, dass das Vollkommene stirbt.

Auch ein Klaglied zu sein im Mund der Geliebten ist herrlich,

Denn das Gemeine geht klanglos zum Orkus hinab.

#### Hölderlin
Hölderlin vergleicht sich in seiner kurzen Elegie Achill selbst mit Achilleus, nachdem Agamemnon ihm Briseis geraubt hat:
Herrlicher Göttersohn! da du die Geliebte verloren,

Gingst du ans Meergestad, weintest hinaus in die Flut…
Im Gegensatz zu Achilleus, der sein Leid der Mutter klagen konnte und von ihr getröstet wurde, kann Hölderlin seinen Liebeskummer – von Susette Gontard, der Frankfurter Bankiersgattin, getrennt zu sein – mit niemandem teilen:
Göttersohn! o wär ich wie du, so könnt ich vertraulich

Einem der Himmlischen klagen mein heimliches Leid.

#### Heinrich von Kleist
Achilleus’ Tod wird in Heinrich von Kleists Drama Penthesilea anders dargestellt als in der antiken Tradition: Achilleus will der geliebten Frau nur scheinbar im Kampf erliegen und zieht ihr waffenlos entgegen; sie verkennt seine Absicht und tötet ihn; Meroe, Penthesileas Waffengefährtin, berichtet:
Sie schlägt, die Rüstung ihm vom Leibe reißend,

Den Zahn schlägt sie in seine weiße Brust…

… als ich erschien

Troff Blut von Mund und Händen ihr herab.
Entsetzt über ihre eigene Tat, wählt Penthesilea ebenfalls den Tod.  Auf makabre Art und Weise nimmt dieser Schluss den Doppelselbstmord des Dichters zusammen mit Henriette Vogel vorweg, die Kleist auf ihren eigenen Wunsch erschoss, bevor er sich selbst das Leben nahm.

#### Heinrich Heine
Die Begegnung zwischen Odysseus und Achilleus in der Unterwelt wird von Heine aufgegriffen in dem Gedicht Epilog:
Unser Grab erwärmt der Ruhm.

Torenworte! Narrentum!

Eine beßre Wärme gibt

Eine Kuhmagd, die verliebt

Uns mit dicken Lippen küßt

Und beträchtlich riecht nach Mist.

Gleichfalls eine beßre Wärme

Wärmt dem Menschen die Gedärme,

Wenn er Glühwein trinkt und Punsch

Oder Grog nach Herzenswunsch

In den niedrigsten Spelunken,

Unter Dieben und Halunken,

Die dem Galgen sind entlaufen,

Aber leben, atmen, schnaufen,

Und beneidenswerter sind,

Als der Thetis großes Kind

Der Pelide sprach mit Recht:

Leben wie der ärmste Knecht

In der Oberwelt ist besser,

Als am stygischen Gewässer

Schattenführer sein, ein Heros,

Den besungen selbst Homeros.

#### Christa Wolf
Eine andere Sichtweise auf die literarische Figur Achilleus liefert Christa Wolf in Kassandra. In der Erzählung der Seherin Kassandra, die von Apollon dazu verdammt wurde, dass niemand ihre Weissagungen glaubt, taucht Achilleus als mordgierige Verkörperung allen Zerstörungsdranges auf und wird nur „Achill das Vieh“ genannt. Dass es sich hierbei um eine Reduktion seines Charakters handelte, muss der Autorin bewusst gewesen sein. Sie hat den Mann, der sich in Frauenkleidern der Kriegsteilnahme zu entziehen versuchte, der wegen einer Frau den Krieg bestreikte, der mit Priamos über die Sinnlosigkeit des Krieges weinte, der sich in die sterbende Penthesilea verliebte und der durch ein Ehebündnis mit Polyxena den Krieg fast zum Erliegen brachte, aus Gründen des Effekts ausgeblendet.

#### Marion Zimmer Bradley
In ihrem Roman Die Feuer von Troja beschreibt Marion Zimmer Bradley Achilleus als ein Monster, welches sowohl Hektors Leichnam schändete als auch Penthesileas Leiche nach der Tötung vergewaltigte. Gleichzeitig tötete nicht Paris ihn mit dem Bogen, sondern Kassandra in der Gestalt von Apollon.

#### Alban Nikolai Herbst
Im dritten Band seiner Anderswelt-Trilogie (Thetis. Anderswelt, Buenos Aires. Anderswelt, Argo. Anderswelt), dem „epischen“ Roman Argo. Anderswelt, erzählt Alban Nikolai Herbst auf einer Ebene die Achilleis weiter, indem er Goethes Fragment Vers für Vers mit allen Eigenwilligkeiten und mit dessen Rhythmus übernimmt.
Beispiel (Argo S. 230):
38 /-/--/--/--/--/-

(Goethe: Euer sei die Vollendung, wenn bald mich die Urne gefasst hat.)

Argo: Mensch und Mensch lebten ruhig und Tiere, die Hand in der Hand, und

39 /-/--/-/--/--/-

Argo: Berg und Wasser und Pflanze, friedlich am Lager das Feuer.

(Goethe: Also sprach er und ging, und schritt durch die Reihe der Zelte)
Zudem trägt eine der Hauptfiguren aller Andersweltbücher den Namen Achilles, genannt Chill, Borkenbrod, auch wird Achills Geschichte bis zum Ausbruch des Trojanischen Krieges, teils genau, teils travestierend nacherzählt. (Etwa hat Chill eine wunde Ferse und hinkt deshalb etwas. Und es ist auch Odysseus, der ihn, in Frauenkleidern unter Frauen versteckt, enttarnt.)

#### Madeline Miller
Die US-amerikanische Schriftstellerin Madeline Miller erzählt in ihrem 2011 erschienenen Roman Das Lied des Achill von einer Liebesgeschichte zwischen Patroklos und Achill aus der Sicht des Patroklos mit starker Betonung einer homosexuellen Beziehung.

### Achilleus als Namensgeber
- Achillessehne
- Achilles-Zahl

## Achilleus in der Musik
Die Figur des Achilles ist Gegenstand zahlreicher musikalischer Werke:
- Opern mit dem Titel Deidamia (Oper) wurden von Francesco Cavalli (1644) und Georg Friedrich Händel (1739) komponiert.
- Achille et Polixene (Paris 1687) ist eine Oper, die von Jean-Baptiste Lully begonnen und von Pascal Collasse vollendet wurde.
- Achille e Deidamia (Neapel 1698) ist eine Oper von Alessandro Scarlatti.
- Achilles (London 1733) ist eine Ballad Opera, die von John Gay geschrieben, und von Thomas Arne unter dem Titel Achilles in petticoats in 1773 parodiert wurde.
- Achille in Sciro ist ein Libretto von Metastasio mit Musik von Domenico Sarro, geschrieben für die Einweihung des Teatro di San Carlo (Neapel, 4. November 1737). Spätere Opern zum selben Libretto wurden von Leonardo Leo (Turin 1739), Niccolò Jommelli (Wien 1749 und Rom 1772), Giuseppe Sarti (Kopenhagen 1759 and Florenz 1779), Johann Adolph Hasse (Neapel 1759), Giovanni Paisiello (St. Petersburg 1772), Giuseppe Gazzaniga (Palermo 1781) und anderen komponiert.
- Achille (Wien 1801) ist eine Oper von Ferdinando Paër zu einem Libretto von Giovanni de Gamerra.
- Achille à Scyros (Paris 1804) ist ein Ballett von Pierre Gardel, komponiert von Luigi Cherubini.
- Achilleus, oder Das zerstörte Troja (Bonn 1885) ist ein Oratorium von Max Bruch nach Motiven der Ilias von Heinrich Bulthaupt.
- Achilles auf Skyros (Stuttgart 1926) ist ein Ballett des österreichisch-britischen Komponisten und Musikologen Egon Wellesz nach Hugo von Hofmannsthal.
- Achilles Last Stand ist der Titel eines Songs auf dem 1976 erschienenen Album Presence von Led Zeppelin.
- Achilles, Agony and Ecstasy in Eight Parts ist der erste Song auf dem Album The Triumph of Steel (1992) von Manowar.
- Achilles Revenge ist der neunte Song auf dem Album Rising out of the Ashes (2002) von Warlord.